# Søer i Estland
Dette er en liste over søer i Estland.
Estiske søer omfatter de i Estland beliggende ferskvandssamlinger uden havforbindelse. De estiske søer udgør sammen med kunstigt dannede søer og vandopsamlinger 5% af landets territorium og omfatter henved 1.200 søer og vandhuller med vandoverflader over 1 ha.
De største søer er Peipsi og Võrtsjärv. Peipsi järv udgør sammen med Pihkva järv Euroopas femtestørste ferskvandssamling og hører til blandt de 50 største i verden.
De fleste estiske søer er lavvandede, under 10 meter dybe. Den dybeste sø i Estland er Rõuge Suurjärv (38 m).
Søernes fordeling er meget ujævn, de største søområder ligger i Sydøst og Sydestland. I Vest- og Midtestland findes de største områder helt uden søer.
De fleste søer blev dannet under sidste istid. Der findes dog tillige søer dannede kunstigt, som afskårne, tidligere vandløbsslyngninger samt ved meteoritnedfald (Kaali järv).
Forholdene i flere søer følges af offentlige myndigheder: Peipsi järv, Võrtsjärv ja kaheksa väikejärve, Nohipalu Mustjärv, Nohipalu Valgejärv, Pühajärv, Uljaste järv, Rõuge Suurjärv, Ähijärv, Viitna Pikkjärv samt Mullutu Suurlaht.

## Estiske sønavne
lomp = pyt
tiik = dam
paisjärv = mølledam eller -sø (pais betyder opstemmet)
järv = sø
veehoidla = kunstigt skabt vandområde, fx branddam

## Største søer
| #   | Nimi                                                 | Areal (ha) | Største dybde (m) | Gennemsnitlige dybde (m) | Length of shore line (m) | Noter                                               |
| --- | ---------------------------------------------------- | ---------- | ----------------- | ------------------------ | ------------------------ | --------------------------------------------------- |
| 1.  | Peipus (Peipsi)                                      | 351144.9   | 17.6              | 8.0                      | 788.410                  | Deles med Rusland, hvoraf 1570 km² ligger i Estland |
| 2.  | Võrtsjärv                                            | 26901.5    | 6.0               | 2.8                      | 130.874                  |                                                     |
| 3.  | Narva-reservoiret                                    | 10226.8    | 9.0               | 1.9                      | 209.484                  | Deles med Russia, hvoraf 40 km² ligger i Estland    |
| 4.  | Ülemistesøen                                         | 940.9      | 4.2               | 2.5                      | 15.219                   | Kilde til drikkevandet i Tallinn                    |
| 5.  | Saadjärv                                             | 724.5      | 25.0              | 8.0                      | 19.362                   |                                                     |
| 6.  | Vagula                                               | 602.8      | 11.5              | 5.3                      | 17.838                   |                                                     |
| 7.  | Suurlaht                                             | 531.0      | 2.1               | 1.2                      | 16.173                   | Del af Mullutu-Suurlaht                             |
| 8.  | Veisjärv                                             | 481.1      | 4.0               | 1.3                      | 9.047                    |                                                     |
| 9.  | Ermistu                                              | 456.2      | 2.9               | 1.3                      | 19.545                   |                                                     |
| 10. | Paunküla-reservoiret                                 | 415.8      | 8.7               | 3.4                      | 25.541                   | source of drinking water for Tallinn                |
| 11. | Mullutu-Suurlaht                                     | 412.7      | 1.7               | 0.9                      | 19.530                   | Del af Mullutu-Suurlaht                             |
| 12. | Kuremaa                                              | 399.6      | 13.8              | 5.9                      | 11.261                   |                                                     |
| 13. | Karujärv                                             | 345.6      | 5.5               | 1.6                      | 12.276                   |                                                     |
| 14. | Kahala                                               | 345.6      | 2.8               | 0.9                      | 8.727                    |                                                     |
| 15. | Tõhela                                               | 338.5      | 1.5               | 1.3                      | 12.021                   |                                                     |
| 16. | Pühajärv                                             | 290.7      | 8.5               | 4.3                      | 16.332                   |                                                     |
| 17. | 2nd sedimentary pool of Estonian Thermal Power Plant | 290.6      |                   |                          | 9.354                    |                                                     |
| 18. | Endla                                                | 285.9      | 2.4               | 1.5                      | 28.057                   |                                                     |
| 19. | Koosa                                                | 282.7      | 1.9               | 1.2                      | 7.741                    |                                                     |
| 20. | Soodla-reservoiret                                   | 262.8      | 13.0              | 3.2                      | 26.542                   |                                                     |
| 21. | Kaiavere                                             | 248.0      | 5.0               | 2.8                      | 8.442                    |                                                     |
| 22. | Aheru                                                | 232.5      | 4.5               | 3.7                      | 10.127                   |                                                     |
| 23. | Undu Bay                                             | 226.9      |                   |                          | 16.722                   |                                                     |
| 24. | Tamula                                               | 208.9      | 7.5               | 4.2                      | 6.465                    |                                                     |
| 25. | Hino                                                 | 207.1      | 10.4              | 3.1                      | 11.516                   |                                                     |
| 26. | Sutlepa                                              | 203.3      | 1.5               | 1.2                      | 11.802                   |                                                     |
| 27. | Kalli                                                | 198.7      | 1.4               | 1.1                      | 11.634                   |                                                     |
| 28. | Raku                                                 | 196.9      | 12.0              | 7.0                      | 15.083                   |                                                     |
| 29. | Lavassaare                                           | 196.0      | 1.0               | 0.7                      | 7.146                    |                                                     |
| 30. | Õisu                                                 | 193.7      | 4.3               | 2.8                      | 6.985                    |                                                     |

## Alfabetisk

### A
Aabra järv (Aabri järv, Peetra järv, Peetva järv, Raudjärv, Raudnurme järv)
- Aakre Saeveski paisjärv (Saeveski paisjärv)
- Aalupi järv (Paabo järv, Alopi järv, Alapea järv, Paabu järv)
- Aardla järv (Ardla järv)
- Aardla poldri järv (Pori järv, Reola bassein)
- Aardla poldri veehoidla (6 veehoidlat)
- Aarike paisjärv
- Aasa paisjärv
- Aaspere tiik
- Aastejärv (Aastajärv)
- Aavoja veehoidla (Ülejõe veehoidla)
- Abadeauk
- Abajaloik
- Abissaare karjäär (tehisjärv)
- Abja paisjärv 
- Adra pais 
- Adra paisjärv
- Aeli järv (Aela järv, Aeljärv, Väike Kuimetsa järv)
- Aenga laht (Aeng)
- Agali järv (Akkali järv, Akali järv)
- Agusalu järv (Agusalu Suurjärv, Soska järv, Sooski järv)
- Aheru järv / Kandsi järv (Kansi järv, Suurjärv, Aherjärv)
- Aheru Mudajärv 
- Ahijärv (Lääniste Ahijärv)
- Ahijärv (Piigandi Ahijärv) (Mädajärv)
- Ahijärv (Sossi Ahijärv) (Küti Ahijärv)
- Ahimäe karjäär (tehisjärv)
- Ahitsõ järv (Ahitse järv, Ahitsejärv)
- Ahja tiigid
- Ahnejärv (Kurtna Ahnejärv) (Laugasjärv, Ahvenajärv)
- Ahnõjärv (Karula Ahnõjärv) (Karula Ahnejärv)
- Ahtriskeloik (Kõve lõugas, Adriska järv)
- Ahula karjäär (tehisjärv)
- Ahunajärv (Ahvenajärv)
- Ahvenajärv (Nelijärve Ahvenajärv) (Aegviidu Ahvenjärv, Linaleo järv)
- Ahvenjärv (Kurtna Ahvenjärv) (Särgjärv)
- Ahvenjärv (Päidla Ahvenjärv) (Vastsetare järv)
- Aidu järv (Loodi Suurjärv)
- Aidu karjääri settebassein I 
- Aidu karjääri settebassein II 
- Aidu karjääri settebassein III 
- Aidu karjääri settebassein IV 
- Aidu karjääri settebassein V 
- Ainja järv (Ainejärv, Aine paisjärv, Ainja paisjärv)
- Ainja Sinijärv
- Aknajärv 
- Akste järv
- Aladi tiik
- Alajõe paisjärv 
- Alakonnu järv (Kuajärv, Alakonu järv, Alakunnu järv, Jussi järv)
- Alapikä järv (Alapika järv) 
- Ala-Puide järv
- Alasjärv (Piipse järv)
- Alastvere veehoidla (Allastvere veehoidla, Meeritsa veehoidla)
- Alasulg (Trolla Alasulg)
- Alatiik (Lakõssuu Alatiik)
- Alatsi järv (Suuresilma järv)
- Alatskivi Kaanjärv 
- Alatskivi järv (Alatskivi paisjärv)
- Ala-Vadsa lump (Meliküla tiigid)
- Alavere järv
- Alavere tiigid
- Alaveski järv (Küti Alaveski järv)
- Alaveski järv (Saru Alaveski järv) (Mõniste paisjärv)
- Alaveski järv (Sänna Alaveski järv) (Sänna Alaveski paisjärv)
- Albre järv (Aiaste Albre järv) (Kriisa tiik)
- Albri järv (Navi Albri järv)
- Alesti järv (Alesti karjäärijärv)
- Aleti järv (Aleti paisjärv)
- Alevijärv (Kellamehe järv)
- Aljava abajas
- Allikajärv (Jäneda Allikajärv) (Jäneda mõisa tiigid)
- Allikajärv (Laomäe Allikajärv) (Laomäe laksid, Nakamaa järv)
- Allikajärv (Peraküla Allikajärv) (Allikjärv)
- Allikajärv (Roosna-Alliku Allikajärv)
- Allikalaht
- Allikjärv
- Altja Oandu paisjärv
- Alumati järv 
- Alu tiigid (2 tiiki)
- Alumine paisjärv (Sillamäe Alumine paisjärv) (Sillamäe alumine paisjärv)
- Aluste kruusakarjäär (tehisjärv)
- Alustre-Päärna veehoidla
- Amara järv 	 
- Andresjärv (Mustjärv)
- Andri järv
- Andsu järved
- Andsu Edejärv
- Andsu Perajärv 
- Anelema karjäär 
- Anija järv
- Anne kanal I 
- Anne kanal II 
- Annejärv
- Annejärv
- Annemõisa paisjärv
- Annijärv
- Annjärv (Annejärv)
- Annuse paisjärv
- Annõ järv (Tsolgo Annõ järv) (Annejärv, Plaado järv, Anne-Peetri järv)
- Ansiauk (Maksameri)
- Antsu kalatiik I
- Antsu kalatiik II
- Anutakse laugas 
- Ao järv 
- Ao paisjärv (Ao paisjärv, Ao veehoidla)
- Ao veskijärv (Ao paisjärv, 2. Ao paisjärv)
- Apja järved
- Arasoo järv 
- Aravuse järv (Tõnsu järv, Sõmeru järv)
- Arbi järv (Arbijärv, Väike Elva järv, Elva Väikejärv)
- Arkna paisjärv 
- Armise järv (4. Jõuküla järv)
- Arojärv (Rasina Arujärv)
- Arujärv (Aruküla Arujärv) (Aruküla mädajärveke)
- Aru paisjärv
- Aruküla Arujärv 
- Arula Perajärv 
- Arula Vahejärv 
- Arumetsa paisjärv 
- Aruoja veehoidla
- Asema järv (Suur Asema järv, 2. Asema järv)
- Aseri karjäär (Aseri tiik)
- Aseri paisjärv 
- Aseri tiik (Aseri paisjärv)
- Asu järv (Leevijõe Asu järv)
- Asu järv (Taagepera Asu järv) (Asu paisjärv)
- Asu paisjärv 
- Asuja paisjärv
- Augjärv (Aukjärv)
- Auksi järv

### B
Balti SEJ settebasseinid (15 basseini)
- Beresje Umbjärv (Peresi Umbjärv, Perese järv, 1. Võõpsu järv)
- Bodän
- Boose Suurjärv
- Boose Väikejärv
- Bäckesjoen
- Bysholmsvike

### C
(ingen)

### D
Diby järv / Dibyträske (Träski järv, Dibö järv)

### E
Edasi järv (Edasi järved, Langermaa veehoidla)
- Edejärv (Andsu Edejärv) (Jaanijärv)
- Edejärv (Hatiku Edejärv) (Hatike Tagajärv, Hatiku järv, Hatiko järv)
- Edejärv (Koloreino Edejärv) (Koloreino Edejärv)
- Edru Kaanjärv
- Eedi lomp
- Eera järved
- Eerese järv (Ruskavere Nõmmejärv, Eresi järv)
- Eerika tiik
- Eesjärv (Neeruti Eesjärv) (Karisööda järv)
- Eesjärv (Tartussaare Eesjärv) (Tartusaare järv, Ratassaare järv)
- Eesti SEJ settebassein I
- Eesti SEJ settebassein II
- Egeri järv
- Eidapere järv (1. Eidapere järv)
- Eistvere järv (Eistvere paisjärv)
- EKSEKO tiigid (2 tiiki)
- Elistvere järv (Kuru järv)
- Elsejärv (Nahe Mädajärv, Elsi järv)
- Elujärv (Paliküla järv, Paluküla järv)
- Elva paisjärv (Pulga veehoidla)
- Endla järv
- Endla raba laukad (3 laugast)
- Endu laht (Endulaht, Pahapilli järv)
- Engi tiik
- Engli järv (Tiklase järv, Tihklase järv, Tiglase järv, Tikliste järv)
- Ennuse järv (Eenuse järv)
- Erastvere järv
- Ermeli lump
- Ermistu järv (Tõstamaa järv, Ärmistu järv, Mõisajärv, Härmesi järv)
- Erne järv (Padari paisjärv)
- Essemäe järv
- Essemäe Linajärv
- Essu tiik (Essu järv, Jessu järv)
- Estonia järv (Estonia paisjärv, Hundiaugu paisjärv)

### F
Flyvae (Pikane järv, Pikanina järv)

### G
(ingen)

### H
Haabsaarõ järved (Haabsaare järv, Haavametsa järv) (Määrasto raba laugas)
- Haage järv (Haage paisjärv, Loku veehoidla)
- Haanja Kõverjärv 
- Haaslava kalatiigid (14 tiiki)
- Haavakivi paisjärv
- Haavapea Palojärv
- Haavasoo järv (Haatasoo järv, Saunalaht, Sauna laht)
- Haiba veehoidla
- Hainjärv (Haanja järv)
- Haki lomp (Taru tiigid)
- Haki lump
- Haljala paisjärv
- Hanija järv
- Hanijärv (Küünjärv, Ülemäejärv)
- Hanitiik (Krootuse veehoidla)
- Hanni järv (Annijärv, Hannijärv)
- Hansi lombid (2 lompi)
- Harakajärv
- Harju karjäär
- Harju laht
- Harku järv 
- Hatsikõ järv (Hatsike järv)
- Haugjärv (Aheru Haugjärv)
- Haugjärv (Kurtna Haugjärv) (Havijärv)
- Haugjärv (Ämmassaare Haugjärv) (Emmasaare Haugjärv, Emmusaare järv)
- Haukajärv (Hauka järv)
- Heinasoo järved
- Hellenurme järv (Hellenurme paisjärv)
- Hellenurme Linajärv
- Helmjärv (Kõverjärv)
- Hendrikhansu järv (Hendrikhansu paisjärv)
- Herrmani lomp (Valgjärve tiigid)
- Hertsemaa silm
- Hiieveski paisjärv (Hiieveski veehoidla)
- Hilba järv
- Hilibiniidü järv (Kurtjärv, Pikalombi järv)
- Hilläkeste järv (Meremäe paisjärv, Tsirgu paisjärv)
- Himmaste turbatiik
- Hindaste järv (Indaste järv)
- Hino järv (Hino järv Pugula järv, Henno-Pugula järv, Pugola järv, Suur-Pugola järv, Henno järv)
- Hirmu järv
- Hola lump (Võrumõisa tiik)
- Holstre järv (Ollikoja järv)
- Holstre järved
- Holstre Linajärv
- Holvandi Kivijärv
- Hommiku paisjärv
- Hoovi järv (Kikkaoja tiik)
- Hopi järv
- Horoski järv
- Hummuli Järve järv
- Hummuli keskuse veehoidla
- Hundissaare järv (Hundisaare järv, Riisa järv, Kikepera järv)
- Hurmi järv (Külajärv)
- Hutita veskijärv (Utita veskijärv)
- Härgesoo tiik
- Härjanurme kalatiigid (6 tiiki)
- Härjanurme paisjärv (Härjanurme veskijärv)
- Härjäsilm
- Härmäjärv (Armojärv)
- Häälijärv (Külma järv)
- Hülgevõsu lomp (Valgjärve tiigid)
- Hüüdre järv (Hüüdra järv)
- Hüüdru järv

### I
Idakarjäär (Rummu Idakarjäär) (Rummu lubjakivimaardla, Rummu karjäär)
- Ida-Pikklaug
- Idinä järv (Idina järv)
- Iduste järv
- Igevere paisjärv 
- Iheruse järv (Väike Rebasejärv)
- Iidva raba laugas
- Ikeperä järv (Ikepera järv, Tikepera järv, Metsamatsi järv)
- Ikujärv
- Illi järv
- Illi Umbjärv
- Illi veskijärv
- Illi Väike Umbjärv
- Ilmatsalu kalatiigid (9 tiiki)
- Ilmatsalu paisjärv
- Ilmjärv
- Imastu allikas (Imastu järv)
- Imastu järv
- Imatu järv (Immatu järv)
- Immaku järv (Immakjärv) 
- Immatu järv
- Imsi järv 
- Imukvere tiik 
- Inahamne (In hamne)
- Indaste järv
- Inni järv (Hinni järv, Kahru järv)
- Irda lomp (Maaritsa tiik nr.2)
- Isakõnnu järv
- Isandajärv (Isanda järv, Isana järv)
- Isinovski tiigid (2 tiiki)
- Issaku järv (Issaku paisjärv)
- Ivaste Pikkjärv
- Ivaste Savijärv

### J
Jaagarahu järv
- Jaagarahu karjäär (tehisjärv)
- Jaagu järv
- Jaagusuu lomp (Paistiik nr. 2)
– Jaala järv (Jala järv)
- Jaandi järv
- Jaanimäe tiik (Aladi 6)
- Jaanissaarõ järv (Jaanisaare järv, Jaanisjärv)
- Jaanuse järv (Pikkjärv)
- Jaanuse paisjärv
- Jaanusjärv (Sinepijärv, Tahkri järv, Tohkri veskijärv)
- Jaaska järv (Prangli Jaskajärv, Savikoja järv)
– Jaha järv
– Jahajärv
- Jalametsa järv
- Jalase järv (Sõbessoo järv)
- Janokjärv (Jänukjärv, Janutjärv, Jaanekjärv)
- Japsi järv
- Jaska järv (Karula Jaska järv) (Jaaska järv)
- Jaska järv (Olustvere Jaska järv) (Jaska paisjärv)
- Jaskajärv 
- Jaugamõisa järv
– Jauni järv
- Jeruski lomp (Keebi järv)
– Joandi järv
- Juba järv (Jubu järv)
- Jugu järv (Jubu järv)
- Juhani lomp
- Juhaniniidü lump
- Juprijärv (Veskijärv) (Veskijärv)
- Jursa järv (Kavandi Väikejärv, Kavandu järv, Kävandu Väikejärv, Kavandu Väikejärv)
– Jussi järved
- Jussi Linajärv
- Jussi Pikkjärv
- Jussi Väinjärv
- Jussoni lomp (Kriisa tiik)
- Juta järv (Viru-Tammiku paisjärv)
- Juusa järv (Kuningajärv)
– Jõempa järv
- Jõemõisa järv 
- Jõemõisa-Kaiu järvestik
- Jõepera karjäär (tehisjärv)
- Jõepere järv (Jõepere allikajärv)
- Jõgari järv (Kalatiik nr. 4)
- Jõgeva veskijärv (Jõgeva paisjärv)
– Jõksi järv
- Jõnni järv (Väike Asema järv, 1. Asema järv)
- Jõrõssuu järv
- Jõuga järvestik
- Jõuga Linajärv
- Jämedasarve järv
- Jändja paisjärv
- Jäneda Allikajärv
- Jäneda Allikajärv
- Jäneda Kalijärv
- Jäneda Veskijärv
- Jänesse järv / Puura järv (Jänise järv)
– Jänukjärv
- Järaniku järv (Äntu paisjärv)
– Järise järv
– Järlepa järv (Suur Järlepa järv)
- Järsi järv
- Järva-Jaani järv
- Järve järv 
- Järve järv (Hummuli Järve järv)
- Järveküla järved (Järveküla järv, Ridamaa järv)
- Järveküla järv (Viitina Järvekülä järv) (Mäejärv, Kähri järv)
– Järvemäe järv 
- Järveots (Saareküla Järveots)
- Järveots (Kambja Järveots) (Kambja paisjärv)
- Järveotsa järv (Jäärja Järveotsa järv)
- Järveotsa järv (Turvaste Järveotsa järv) (Järvetsa järv)
– Järvepää järv (Järvepera järv, Kahkva järv)
- Järvere kalatiigid (Vagula kalatiigid) (16 kalatiiki ?) 
- Järvesoo laukad (2 laugast)
- Järvi Pikkjärv
- Järvots (Korijärve Järvots)
- Jäärja Järveotsa järv
- Jäävä järv (Jääva järv)
- Jürijärv (Mallika järv)

### K
Kaabna järv (Koplipee lõugas)
- Kaadsaharo järv
- Kaadsijärv (Kaatsi järv, Suur-Kaatsi järv, Karujärv)
- Kaagataja järv
- Kaagjärv
- Kaagu lombid (3 lompi)
- Kaali järv (Pühajärv)
- Kaalupi laht (Kaalupea laht, Lindulaht)
- Kaanda järv (Ranna järv)
- Kaanjärv (Alatskivi Kaanjärv) (Kokora Kaanjärv)
- Kaanjärv (Edru Kaanjärv)
- Kaanjärv (Kägari Kaanjärv) (Mälitsjärv, Mustjärv)
- Kaanjärv (Matsimäe Kaanjärv) (Seli Pühajärv, Võõbu Kaanjärv)
- Kaanjärv (Nõmme Kaanjärv)
- Kaanjärv (Peetsu Kaanjärv) (Peetsu järv)
- Kaanjärv (Äidu Kaanjärv) (Pekujärv)
- Kaaramõisa lomp
- Kaarasuu järv / Valli lomp (Kaarasoo järv)
- Kaarepere Pikkjärv
- Kaarlepa järv
- Kaarmise järv (Karmise järv)
- Kaarnajärv (Kaarna järv)
- Kaarnajärv (Nursipalu Kaarnajärv)
- Kaarna järv
- Kaarniidü lump
- Kaasikjärv
- Kaasikjärv (Metstoa Kaasikjärv)
- Kaasjärv
- Kaatsjärv (Kootsjärv, Tõnismäe järv)
- Kadajärv (Lossijärv, Kalajärv)
- Kadasoo järv
- Kadastiku järv (Katai järv)
- Kadastiku järv (Narva Kadastiku järv) (Karjäär Kadastik-1)
- Kadja järv / Põlliku järv (Kuimetsa järv, Kodja järv, Põllikese järv)
- Kadrina paisjärv
- Kaevandu järv / Storträske (Suur Kaevandu järv)
- Kahala järv 
- Kahrila järv 
- Kahvatu laht (Kahvatulaht)
- Kaiavere järv
- Kaikjärv (Kaika järv)
- Kaika Kogrejärv
- Kaisma järv (Kaisma Suurjärv)
- Kaisma raba laukad (3 laugast)
- Kaisma Suurjärv
- Kaiu järv
- Kaivandu järv
- Kajakajärv (Leigo Kajakajärv)
- Kajakalaugas (Pillapalu järv)
- Kajumeri 
- Kakerdi järv (Kakerdaja järv)
- Kakerdi raba laugas (Kakerdaja raba laugas)
- Kakõnujärv
- Kalajärv (Kastijärv, Mudajärv, Kolajärv)
- Kalajärv (Nõmmoja Kalajärv) (Kanajärv, Suur Nõmmejärv)
- Kalalomp (Kitseoja veehoidla)
- Kalda järv
- Kalijärv
- Kalijärv (Jäneda Kalijärv) (Kallijärv)
- Kalijärv (Lasva Kalijärv)
- Kalina järv (Kallina järv)
- Kallastõ järv (Lümatu Kallastõ järv) (Kuusiku tiik)
- Kalle järv (Kalle veski pais)
- Kalli järv (Pühajärv, Kaali järv)
- Kallitiik
- Kallõtõ järv (Kallete järv)
- Kalmatjärv (Kalmetu järv, Kalmetjärv, Hurmi järv)
- Kalmejärv (Kalajärv, Külmjärv)
- Kalme veskijärv (Kalme paisjärv)
- Kaloga järv
- Kalporo järv
- Kalsoni tiik
- Kalvre järv (Kalvre veskijärv)
- Kamali järv (Kamali paisjärv)
- Kamari järv (Kamari paisjärv)
- Kamari veskijärv
- Kanariku järv
- Kamariku karjääri järv (tehisjärv)
- Kamarusjärv
- Kambja järv
- Kanariku järv (Kanariku Verijärv)
- Kanarikumäe järv (Kalatiik nr. 8)
- Kanassaare järv (Kanasaare järv)
- Kanepi Palojärv
- Kangruaadu järv (Erepere Suurjärv)
- Kangrujärv (Krüüdneri Kangrujärv) (Krüüdneri järv)
- Kangrujärv (Rebasejärv)
- Kappelkärre
- Kapstoja lump (Kapstoja veehoidla)
- Karijärv
- Karijärv (Viitina Karijärv)
- Kariste järv (Vana-Kariste, Suur Kariste järv, Väike Kariste järv)
- Karitsa järv (Karitsa paisjärv, Salutaguse jäv)
- Karjamaa veehoidla
- Karjatse meri / Bäckesjoen (Karjatsimeri, Karjase järv)
- Karksi järv (Nuia järv, Karksi paisjärv)
- Karksi veehoidla (2 veehoidlat)
- Karsna järv 
- Karu järv (Prangli Karujärv, Prangli järv, Pangli Karujärv)
- Karujärv (Järumetsa järv, Järvemetsa järv)
- Karula Jaska järv
- Karula järv (Uue-Võidu järv)
- Karula Pikkjärv
- Karula Rebasejärv
- Kasaritsa Valgjärv
- Kaselaug (Anutakse laugas, 3. Rabivere järv, Anutakse laugas)
- Kasetuka järv
- Kasse laht (Kasselaht)
- Kassepa järv (Kassepa paisjärv, Kassepa II paisjärv)
- Kassiniidü järv
- Kassioro järv
- Kasti lahjuke (Kasti rannajärv)
- Kastjärv (Kurtna Kastjärv)
- Kastjärv (Uibo Linajärv)
- Kasuli järv
- Katri luht (Katre laht, Kotre laht, Kotri laht, Katra järv)
- Kaugjärv (Kautsjärv)
- Kauksi järv (Antsla Kauksi järv) (Kauksi paisjärv)
- Kauksi järv / Vanaküla järv (Kauksi paisjärv, Kiviotsa järv, Kauksi Kivijärv)
- Kaunissaare veehoidla
- Kaurijärv
- Kauru järv 
- Kaussjärv (Rõuge Mõisajärv)
- Kautla järv (Kautla Saarejärv, 1. Kantjala järv)
- Kautla Mudajärv
- Kavadi järv (Kavati järv, Uue-Saaluse järv, Mäejärv)
- Kavasoo järv 
- Keava raba laugas
- Keebi järv
- Keema järv (Keema Suurjärv, Suur-Keema järv)
- Keeri järv (Keri järv, Härjanurme järv)
- Kehklase järv (Kehklase paisjärv)
- Kehtna tiigid (2 tiiki)
- Keldu järv (Keltu järv)
- Kellissaare karjäär (Kellisaare karjäär) (tehisjärv)
- Kelläri järv (Kellari järv)
- Kemba paisjärv
- Kenni lomp
- Kentsi järv (Aru paisjärv, Kentsi paisjärv)
- Kerita järv (Kerita paisjärv)
- Kernu järv (Kõrveküla Kernu järv) (Kõrveküla järv)
- Kernu järv (Kernu paisjärv, Kirna järv)
- Kersleti järv (Stor vike, Kepsleti järv, Kärssläti järv, Kärrslätti järv)
- Keskmine järv (Tihu Keskmine järv) (Tihu Väikejärv, Tihu Teine järv)
- Keskmine järv (Ahja Keskmine järv) (Ahja tiigid)
- Keskmäne Suujärv (Meenikunnu Keskmäne Suujärv) (Nohipalu Soojärv, Nohipalo Soojärv)
- Keskuse veehoidla
- Kibena paistiigid (4 tiiki)
- Kihli karjääri järv (5 järve)
- Kihljärv
- Kihujärv (Mäemõisa järv)
- Kiidjärv 
- Kiidjärve veskijärv (Kiidjärve paisjärv)
- Kiisa järv (Holvandi Kiisajärv)
- Kiisjärv (Kiiskjärv, Emajärv)
- Kiisla lomp
- Kiisli paisjärv (Kiisli järv) (Kiisli paisjärv)
- Kiissa järv (Kiissa laht)
- Kiissa laht (Kiissa järv, Kissa veehoidla)
- Kiiviti järv (Kiivite järv, Kivitu järv)
- Kikati järv
- Kikkajärv (Kika järv)
- Kikri järv (Kikre järv, Kolijärv)
- Kildu järv (Kildu veskijärv)
- Killatu järv (Kiljatu järv, Kilatu järv, Kiljatu Suurjärv)
- Kille paisjärv
- Kiltsi veskijärv
- Kingli soo järved (4 järve)
- Kirbu järv
- Kirgjärv
- Kirikulaht
- Kirikumõisa järv (Kirikumõisa tiik)
- Kirikumäe järv (Misso Kergomäe järv, Kerkomä järv)
- Kirisilm
- Kirisilm (Nimeta silm, Maavee Abaja, Kiresilm)
- Kirjakjärv (Kirjakujärv, Suur Kirjakjärv)
- Kiruvere järv
- Kisejärv 
- Kisõjärv (Kisejärv, Kiisajärv, Kisi järv)
- Kisejärve järvestik
- Kitse-Aadu tiik
- Kitseküla järv (Kitse järv)
- Kivijärv
- Kivijärv
- Kivijärv (Holvandi Kivijärv) (Holvandi Kivijärv)
- Kivijärv (Kodijärve Kivijärv) (Kodijärv, Mäejärv, Mäekivi järv, Suur Kodijärv)
- Kivijärv (Koitjärve Kivijärv) (Pillapalu Kivijärv)
- Kivijärv (Laiuse Kivijärv)
- Kivijärv (Osula Kivijärv) (Osula paisjärv)
- Kivijärv (Rahtla Kivijärv) (Pisike Kaanda järv)
- Kivijärve soo järv
- Kiviloo paisjärv
- Kivilöövi paisjärv (Lamboja veehoidla, Löövi paisjärv, Leevi paisjärv)
- Kivisilla Linajärv
- Kivi-Vigala paisjärv
- Klooga järv
- Kobela tiigid (Aladi 5) (Kalatiik nr. 13) (4 tiiki)
- Kobruvere paisjärv (Kalju paisjärv)
- Kodeste järv
- Kodijärv (Väike Kodijärv, Viimakse järv, Kogrejärv)
- Koese järv
- Kogrejärv (Krüüdneri Kogrejärv)
- Kogrejärv (Vellavere Kogrejärv) (Vellavere järv)
- Kogri järv
- Kogri järv
- Kogrijärv (Ristimurru Kogrijärv) (Ristimuru Kogrijärv, Ristimuru järv)
- Kogrõjärv (Hatiku Kogrõjärv) (Hatike Kogrejärv)
- Kogrõjärv (Keema Kogrõjärv) (Väike Marujärv, Marujärv)
- Kogrõjärv (Koigu Kogrõjärv) (Koigu Kogrejärv)
- Kogrõjärv (Korijärve Kogrõjärv) (Kuritse Kogrejärv)
- Kogrõjärv (Kuura Kogrõjärv) (Kuklase Kogrejärv)
- Kogrõjärv (Mäe-Tilga Kogrõjärv)
- Kogrõjärv (Piigandi Kogrõjärv) (Piigandi Kogrejärv, Mõntsiküla järv)
- Kogrõjärv (Saaluse Kogrõjärv) (Saaluse Kogrejärv, Ansumäe järv)
- Kogrõjärv (Saarjärve Kogrõjärv) (Kaika Kogrejärv)
- Kogrõjärv (Timpri Kogrõjärv) (Timpre Kogrejärv)
- Kogrõjärv (Tohvri Kogrõjärv) (Tohvri Kogrejärv, Kogrejärv, Karula Kogrejärv)
- Kogrõjärv (Tsolgo Kogrõjärv)
- Kogrõjärv (Ähijärve Kogrõjärv) (Kogrejärv)
- Kogrõjärv (Tsopa Kogõrjärv) (Tsopa Kogrejärv, Kogerjärv, Navi järv)
- Kohila paisjärv
- Kohtla-Järve settebasseinid (5 basseini)
- Koigi järv
- Koigi Ümmargune järv
- Koitjärv
- Koitjärve raba laugas
- Kokora Mustjärv
- Kolga järv
- Koljaku järv
- Kolleri karjäär (Kolleri kruusakarjäär) (tehisjärv)
- Kolmas järv (Tihu Kolmas järv) (Väikejärv)
- Kolmjärv (Loodi järv, Kastolatsi Kolmjärv)
- Kolmõpinijärv (Juraski tiigid)
- Kolodsi järv (Kolutse järv, Kolotsi järv)
- Koltse järv (Koltsi järv)
- Kol'u järv (Ilmjärv)
- Kolu tiik (Kõltsi karjääri järv)
- Koluvere järv
- Koluvere järv (Koluvere paisjärv, Kolovere paisjärv)
- Kolviku järv
- Kommõri järv
- Konati järv
- Kondi järv (Kondijärv)
- Konksi järv (Urvaste paisjärv)
- Konnajärv (Kurtna Konnajärv)
- Konnaveski paisjärv
- Konnumäe järv (Põrgujärv)
- Konsa järv (Konsa paisjärv)
- Konsu järv (Kontsu järv, Kontso järv, Konsa järv, Suur Kongojärv)
- Kontserdijärv (Leigo Kontserdijärv)
- Koobassaare järv
- Koogi järv (Koogi paisjärv)
- Kooli paistiik (Murikatsi tiik)
- Koonga järv 
- Koopsi järv (Rõikaoja paisjärv, Koopsi paisjärv, Kulli paisjärv)
- Kooraste Kõverjärv 
- Kooraste Linajärv
- Kooraste paisjärv
- Kooraste Pikkjärv
- Kooraste Suurjärv
- Koordi veskijärv
- Koorküla järvestik
- Koorküla Mudajärv
- Koorküla Valgjärv
- Koorküla Virtsjärv
- Kooru järv (Suur Kaanda järv)
- Koosa järv
- Koosa paisjärv
- Kootsaare järv (Kootsra järv, Kootsre järv, Kootra järv, Kootse järv)
- Kopsu järv (Kopsujärv)
- Korgõmäe järv (Väike Mäeräima järv)
- Korgõsaarõ järv (Kõrgessaare järv, Uibo järv, Kõrgejärv)
- Korgõsilla sulg
- Korijärv / Koosa järv (Korvi järv)
- Korponi järv
- Koruste Linajärv
- Kose järv (Kose paisjärv, Koseveski paisjärv)
- Kose Valgjärv
- Kose veskijärv (Kose paisjärv)
- Kosilase järv (Kangrumatsi järv)
- Koska tiigid (5 tiiki)
- Koskla tiigid
- Kotka järv (Kotka paisjärv, Kotkaveski paisjärv)
- Kovata järv
- Kreo Linajärv
- Kriimani järv
- Kriiva järv (Griva järv)
- Krokatstaindappen
- Kruna lump
- Kruusaaugu järv
- Krüüdneri järv (Mõisajärv, Kangru järv)
- Kuasuu lump
- Kubija järv (Kubja järv)
- Kubija paisjärv
- Kublitsa järv (Kublitsi järv)
- Kudani järv / Nåtan (Güddnäs)
- Kudina järv (Kudina paisjärv)
- Kugalepa järv
- Kuhamu järv
- Kuigatsi paistiik
- Kuikli järv (Kuigli järv, Kaarküla järv)
- Kukejärv
- Kukemäe järv (Kibatu järv, Saaremäe järv)
- Kuksina järv (Nõoste järv, Neoste järv)
- Kukulinna järv (Kukulinna paisjärv)
- Kula järv (Kula tiigid)
- Kulbi lomp (Valgjärve tiigid)
- Kullamaa järv (Kullamaa tehisjärv)
- Kullamaa paisjärv
- Kulli järv (Holstre Kullijärv)
- Kullijärv
- Kulpjärv
- Kulu järv
- Kunda paisjärv
- Kundsa järv
- Kungjärv
- Kungjärve soo laugas (Väike Kungjärv) (2 laugast)
- Kuningvere järv
- Kunna järv (Tännassilma paisjärv)
- Kunnaland (Misso Kunnaland)
- Kunnaland (Plaani Kunnaland) (Konnalaandus, Konnaland, Luhde järv)
- Kunnaland (Sossi Kunnaland) (Konnaland, Määsjärv)
- Kunnjärv (Viitina Kungjärv)
- Kura järv (Kura laht)
- Kuradijärv
- Kurejärv
- Kurekivi Mudajärv
- Kuremaa järv (Kurema järv)
- Kureoja tiik
- Kurepalu järv
- Kuresoo laugas
- Kuressaare linnuse vallikraav
- Kurgjärv 
- Kurgla tiigid (3 tiiki)
- Kuritse järv (Palsi järv, Pelsi järv)
- Kurkse järv
- Kurnakese järv (Kurnakse järv)
- Kurnuvere paisjärv
- Kurtna Ahnejärv
- Kurtna Ahvenjärv
- Kurtna Haugjärv
- Kurtna järv
- Kurtna Kastjärv
- Kurtna Liivjärv 
- Kurtna Linajärv (Suur Linajärv) (Suur Linajärv)
- Kurtna Mustjärv 
- Kurtna Mätasjärv 
- Kurtna Nõmme järv 
- Kurtna Nõmmejärv 
- Kurtna paisjärv
- Kurtna Ratasjärv 
- Kurtna Saarejärv 
- Kurtna settebassein 
- Kurtna Suurjärv 
- Kurtna Särgjärv 
- Kurtna tiigid (2 tiiki)
- Kurtna tiigid
- Kurtna Valgejärv
- Kurtna Väike Linajärv (Potrijärv, Kurtne Linajärv)
- Kurtna Väike Laugasjärv
- Kurvitsa järv (Kurvitsa veskijärv)
- Kurvitse järv
- Kutniku järv (Kõrvenurga Soojärv)
- Kutsika järv
- Kutsiku järv
- Kutsiku veehoidla
- Kutskalomp
- Kuuda järv
- Kuulja järv (Kograjärv, Kogrejärv, Kuuljärv, Koolja järv)
- Kuulma järv (Kuulme järv, Külmajärv, Koolma järv)
- Kuuni järv (Pärsti järv, Pärsti Valuoja Suurjärv)
- Kuuritsasuut
- Kuusikjärv
- Kuusiku veehoidla
- Kuussaarõ järv (Kuussaare järv)
- Kuuste lomp
- Kuustiguniidü lump
- Kõima raba laugas
- Kõivamäe lump (Tammõ lump)
- Kõiviksuu lomp
- Kõlli järv (Peitlemäe järv, Põiklema järv)
- Kõlu järv (Kõlujärv, Hintsu järv, Milistvere järv)
- Kõnnujärv (Kadaka järv, Kõrgeraba järv)
- Kõnnu Pikkjärv 
- Kõnnu Ümmargune järv
- Kõomäe järv
- Kõovarigu lump
- Kõpsi tiik (Kaku paistiik)
- Kõpu paisjärv (Kõpu keskuse 2 tiiki)
- Kõpu tiik (Kõpu veehoidla, Aidu tehisjärv, Aidu veehoidla)
- Kõrbjärv (Kärinä Kõrbjärv) (Kirbujärv, Mägialune järv)
- Kõrbjärv (Pundsu Kõrbjärv) (Kirikumäe Kõrbjärv)
- Kõrbjärv (Rõuge Kõrbjärv)
- Kõrbjärv (Tilsi Kõrbjärv)
- Kõrdsijärv (Partsi Kõrdsijärv) (Partsi järv, Koolimaja järv, Partsi Kõrtsijärv)
- Kõrdsijärv (Saaluse Kõrdsijärv) (Saaluse Kõrtsijärv)
- Kõrdsijüri lump (Viilupi paisjärv, Nässmetsa järv)
- Kõrgemäe raba laugas
- Kõrgessaare järv
- Kõrkõnijärv
- Kõrnumäe turbakarjäär-veehoidla
- Kõrre lomp (Valgjärve tiigid)
- Kõrtsilaugas (Palasi järv)
- Kõrtsi veehoidla
- Kõrveküla paisjärv
- Kõrvi järv
- Kõrvõ lomp (Naha tiik)
- Kõssa paisjärv
- Kõta järv (Kötajärv, Kotajärv, Võsu järv, Katuga järv)
- Kõvera järv (Orava Kõverjärv)
- Kõveri turbakarjäär (tehisjärv)
- Kõverjärv (Jussi Kõverjärv)
- Kõverjärv (Pulli Kõverjärv) (Viisu Kõverjärv, Kõverik, Pikkjärv)
- Kõverjärv (Põlula Kõverjärv) (Lutika järv)
- Kõverjärv (Päidla Kõverjärv)
- Kõverjärv (Vatku Kõverjärv) (Vohnja Kõverjärv)
- Kõvvõrjärv (Kooraste Kõvvõrjärv) (Kooraste Kõverjärv)
- Kõvvõrjärv (Leevi Kõvvõrjärv) (Alavere järv, Kõverjärv, Helmjärv)
- Kõvvõrjärv (Tsiamäe Kõvvõrjärv) (Haanja Kõverjärv, Suur Tseamäe järv)
- Kõvvõrjärv (Tsolgo Kõvvõrjärv) (Tsolgo Kõverjärv)
- Kõvvõrjärv (Vana-Antsla Kõvvõrjärv) (Vana-Antsla tiik)
- Kõõvomõtsa järv (Rookse paisjärv)
- Kändrä järv (Kändra järv, Käänu karjäär)
- Kängsepa järv (Kingsepa järv)
- Kängämäe sulg
- Käomardi laht (Kaumardi laht)
- Käpajärv (Hellenurme Käpajärv)
- Käpajärv (Kõrvenurga Käpajärv)
- Käpämäe järv
- Käpämäe land
- Käravete järv (Käravete paisjärv)
- Käravete paisjärv 
- Kärdu lõugas
- Kärnjärv (Otepää Kärnjärv)
- Kärnjärv (Pindi Kärnjärv) (Võru Kärnjärv)
- Kärnälaane järv (Kassiratta paisjärv)
- Kärrsläti järv
- Käru paisjärv
- Käsmu järv
- Kääpa Palojärv
- Kääriku järv (Käärike järv)
- Kösti järv (Kösti Veskijärv, Kösti paisjärv, Kõsti veskijärv)
- Köstrijärv (Köstrejärv)
- Köönaauk (Künaauk)
- Kükä järv (Kükajärv, Piirijärv, Kauksi Linnajärv)
- Külajärv (Vellavere Külajärv) (Vellavere järv, Tootsi järv)
- Külimitü järv
- Külmlätte lump
- Külajärv (Leevijõe Külajärv) (Leevijõe paisjärv)
- Külitse paisjärv (Nigula paisjärv, Kikka paisjärv)
- Küläjärv (Plaani Küläjärv) (Plaani Külajärv, Plaani järv, Suurjärv)
- Küläjärv (Vällämäe Küläjärv) (Vällamäe Külajärv, Suur Rauba järv)
- Küläoro järv
- Küti Ahijärv
- Küti järv (Sipe järv)
- Küüdre järv
- Küünimõtsa järv (Küünimetsa järv, Küünimetsa Ahnjärv, Konemetsa järv)

### L
Laadsi järv
- Laagna tiigid
- Laagri paisjärv
- Laagustõ soot
- Laane järv (Kassiratta Laane järv)
- Laane järv (Lendri järv)
- Laanemaa järv
- Laanemõtsa järv (Laanemetsa järv, Saarjärv)
- Laanõperä lump
- Laatrõjärv (Ruusa järv, Laatre järv)
- Laeva järv (Laeva paisjärv)
- Lahavere järv
- Lahepera järv (Lahe järv)
- Lahmuse järv (Lahmuse paisjärv)
- Lahojärv (Lahujärv, Lohujärv)
- Lahuksi järv (Lahukse järv)
- Laialepa laht (Junkrulaht)
- Laibu laht
- Laihjärv / Luikjärv (Kõrbjärv)
- Laijärv (Pühamäe Laijärv) (Pühameeste Laijärv, Pühameeste Suurjärv)
- Laiksaare järv (Asuja paisjärv, Kaalu paisjärv)
- Laisma raba laugas
- Laitse veehoidla
- Laiuse Kivijärv
- Lajassaarõ järv (Lajasaare järv, Laiasaare järv)
- Lakesoo laugas (Lagesoo laugas)
- Lakõssuu järv (Antsu kalatiik, Linda kolhoosi kalatiigid)
- Lalli raba laugas
- Lambahanna järv (Lambasaba järv, Truuta järv)
- Lambalaht
- Lambalaht
- Lambaniidü lomp
- Lammaslaht
- Lammassoo tiik
- Lammastejärv (Lammaste järv, Nehatu järv, Suur Kõverjärv)
- Langendlaugas
- Lannu lomp
- Laomäe Allikajärv
- Laose-Andrese lomp (Korva karjäär)
- Laose Valgjärv
- Larvi järv
- Lasa järv
- Lasnamäe karjäär (tehisjärv)
- Lasva järv 
- Latõrna järv / Soe järv (Miiaste turbakarjäär)
- Lauavabriku soodid
- Laudissalu järv
- Lauga järv
- Laukabe järv
- Laukasoo laugas (3 laugast)
- Laukasoo Suurlaugas
- Laukesoo laugas
- Laustoja lump (Viitka veehoidla)
- Lautri järv
- Lavassaare järv
- Lavassaare turbakarjäär (24 järve)
- Lavassaare veehoidla
- Lavatsi järv (Lavaõue järv, Lavatse järv)
- Laviku järv (Laviku paisjärv)
- Leebiku paisjärv
- Leego järv (Leegu järv)
- Leegu järv
- Leeli paisjärv (Pöögle 2. paisjärv)
- Leevaku paisjärv
- Leevi veskijärv (Leevi paisjärv)
- Leeväti järv (Leevati järv, Nohipalu järv, Nohipalojärv)
– Lehmalaht 
- Lehtma Suurjärv
- Lehtse turbakarjäär (13 järve)
- Lehu tiik
- Leigo järv 
- Lelle raba laugas (2 laugast)
- Lemküla järv (Lemmküla järv)
- Leoski järv
- Lepaauk (Lepajõe auk)
- Leppsilla Sillaotsa järv
- Leva järv (Kirivalla järv, Mahtra Mudajärv)
- Lihlhamne (Lilla hamne, Kapulkerre)
- Lihlträske (Lihl-träske)
- Lihlviki (Lihl-viki)
- Liinamäe lump
- Liinjärv
- Liinu järv (Liinujärv, Liinajärv)
- Liisagu järv (Kugalepa järv, Kruusmetsa järv)
- Liise järv (Reidle paisjärv, Säre veehoidla)
- Liitesaarõ lomp
- Liivajärv (Paganamaa Liivajärv) (Trumbipalu Mudajärv, Radijärv)
- Liivakse järv (Liivakese järv)
- Liivaku järv (Liivakandi järv)
- Liivamäe karjääri järv (3 järve)
- Liivi järv (Liivi paisjärv)
- Liivjärv
- Liivjärv (Jõuga Liivjärv) (Jõugu järv, 1. Jõuküla järv)
- Liivjärv (Kurtna Liivjärv) (Liivajärv)
- Liivoja veehoidla
- Likõlaanõ karjäär (tehisjärv)
- Lilli järv (Lilli paisjärv, Polli veehoidla)
- Lilu järv (Lillu järv, Lillo järv, Heinjärv)
- Limu järv 
- Linaauk
- Linajärv
- Linajärv
- Linajärv (Hellenurme Linajärv)
- Linajärv (Holstre Linajärv) (Linaäärne järv)
- Linajärv (Jussi Linajärv)
- Linajärv (Jõuga Linajärv) (Jõugu järv, 3. Jõuküla järv)
- Linajärv (Kivisilla Linajärv)
- Linajärv (Kooraste Linajärv) (Väike järv)
- Linajärv (Koruste Linajärv) (Salutõnni järv)
- Linajärv (Kreo Linajärv)
- Linajärv (Metstoa Linajärv) (Liivjärv, Paukjärv)
- Linajärv (Nelijärve Linajärv)
- Linajärv (Nõmmoja Linajärv) (Väike Nõmmejärv)
- Linajärv (Orgi Linajärv) (Änni Linajärv)
- Linajärv (Viitna Linajärv) (Väike Viitna järv)
- Linajärved
- Lina järv
- Linaleoauk
- Linaleojärv / Linsänketräske (Nõmmküla Linaleojärv / Linsänketräske) (Nõmmküla järv, Väike Kutspaki järv)
- Linaleojärv (Koorküla Linaleojärv) (Koorküla Linajärv, Linaleotse järv)
- Linaleojärv (Äntu Linaleojärv) (Äntu Linajärv, Moora järv)
- Lindi kalatiik
- Lindjärv (Tudre järv, Tudra järv)
- Linnajärv (Essemäe Linnajärv) (Essemäe järv)
- Linnajärv (Karula Linnajärv)
- Linnajärv (Mooste Linnajärv)
- Linnamäe paisjärv (Linnamäe veehoidla)
- Linnasjärv (Kirikumäe Linajärv)
- Linnaveske järv (Linnaveski paisjärv)
– Linnulaht (Väike laht)
- Linnusaare raba laugas
- Linnutare paisjärv
- Linnõjärv (Erastvere Linajärv)
- Lodja tiik
- Lohja järv 
- Lohu paisjärv
- Loisu järv
- Loksa tiigid (5 tiiki)
- Lokuta paisjärv
- Loobu järv (Loobu paisjärv)
- Loodevahe laht
- Loo paistiik (2 tiiki)
- Loosalu järv (Venepele järv)
- Loosisuu turbalombid
- Loosu järv
- Lootvina Pikkjärv
- Lossijärv
- Lossi järv (Tuhalaane paisjärv, Kutsiku järv)
- Lossimäe veehoidla
- Lubjaahujärv (Lubjajärv)
- Luhassuu järv (Luhasoo järv, Luassoo järv)
- Luhte järv (Luhte paisjärv, Luhtõ paisjärv)
- Luidja järv (Poama järv)
- Luiga lump (Kündja tiik)
- Luigetiik 
- Luiste paisjärv
- Lundi paisjärv
- Lungu paisjärv
- Lusikajärv
- Lutikajärv (Saare Lutikajärv)
- Lutsu järv
- Luukasõ järv (Luukese järv, Luukse järv)
- Lõhavere järv (Lõhavere paisjärv, Pähovere järv, Nigula järv)
- Lõhtsuu järv
- Lõilasmäe järv (Lõilaskme järv, Lõilasmaa järv, Lillasmäe järv)
- Lõo järv
- Lõokese lomp
- Lõpe järv
- Lõpejärv 
- Lõvaski järv
- Lõõdla järv (Leedla järv)
– Läibulaht
- Lämmijärv 
- Läänekarjäär (Rummu Läänekarjäär) (Rummu lubjakivimaardla, Rummu karjäär)
- Lääniste Ahijärv
- Lüllelaht (Lülle laht)
- Lülle veskijärv
- Lüübnitsa umbjärv (Lüügnitse Umbjärv, 2. Võõpsu järv)
- Lüüsjärv (Järve järv)

### M
Maajärv (Rammusaare järv)
- Maalaht
- Maanteejärv (Leigo Maanteejärv)
- Maardu järv (Liivakandi järv)
- Maaritsa Alajärv
- Maaritsa järv (Maaritsa tiik nr.1)
- Maaritsa lombid (5 lompi)
- Madissoo tiigid (3 tiiki)
- Madsa lump (Madsa lomp)
- Magari järv (Magari paisjärv)
- Maidla järv (Maidla paisjärv)
- Maidla paisjärv
- Maidla tiigid (3 tiiki)
- Mailaht (Soulaht, Soolaht)
- Maiori järv (Majori järv, Tsiirjärv)
- Majasoo tiik
- Maksameri 
- Maksmeri
- Maksmeri
- Mandle järv (Riiska paisjärv, 2. Riiska paisjärv, Handle paisjärv)
- Marana lump
- Mardihansu järv
- Mareauk
- Marguse järv (Marguse veehoidla)
- Marimetsa raba laugas (2 laugast)
- Marjassoo turbaaugud (Marjasoo karjäär) (2 järve)
- Martiska järv (Kurtna Martiska järv)
- Martiska järv (Puhatu Martiska järv) (Väike Puhatu järv)
- Maru järv (Suur Marujärv, Marojärv)
- Masila soo laugas
- Massi kruusakarjäär (tehisjärv)
- Massilaht
- Matsi järv (Kavandi Suurjärv, Kõvandu Suurjärv, Matsijärv, Kapajärv, Kävandu Suurjärv, Kavandu Suurjärv)
- Matu lomp
- Matu veskijärv
- Meelusmaa soo (järv)
- Meelva järv (Mulva järv)
- Meendrenina laht (Medrina laht)
- Mehikoorma Umbjärv
- Meleski (tehisjärv)
- Melliste järv (Melliste paisjärv)
- Metsakivi järv / Kirepi järv (Kirepi paisjärv, Koosa paisjärv)
- Metste järv
- Metstoa Mudajärv
- Metstoa Linajärv
- Miiaste järv (Miiaste turbakarjäärid)
- Mikeli järv (Mikkeli järv, Suur Mikkeli järv)
- Mikilä järv (Mähkli järv, Mikila järv, Mikile järv, Mikili järv)
- Millimäe tiik (Milimäe tiik)
- Minnika paisjärv
- Moe paisjärv
- Moldova karjäär (tehisjärv)
- Mooste järv (Moisekatsi järv, Mõisajärv)
- Mudajärv
- Mudajärv
- Mudajärv (Kihelkonna)
- Mudajärv (Aheru Mudajärv) (Aheru Mustjärv)
- Mudajärv (Kautla Mudajärv) (Kungla järv, 2. Kantjala järv)
- Mudajärv (Kiigamäe Mudajärv)
- Mudajärv (Koorküla Mudajärv) (Rõksi järv, Mädajärv)
- Mudajärv (Nõmme Mudajärv) (Nõmmjärv)
- Mudajärv (Paganamaa Mudajärv) (Väike Mudajärv)
- Mudajärv (Plaani Mudajärv) (Alakäraku järv)
- Mudajärv (Pundsu Mudajärv)
- Mudalaht (Muda laht)
- Mudsina järv (Mutsina järv, Mugina järv)
- Muike järv (Muike paisjärv, 3. Oruveski paisjärv)
- Mullutu laht (Suur Mullutu laht)
- Mullutu-Suurlaht
- Munkülä järv (Munaküla järv)
- Muraja lõpp
- Muraka järv (Muraka paisjärv)
- Muraka raba laugas (8 laugast)
- Murati järv 
- Murojärv (Külma järv, Mooru järv)
- Murujärv (Laanemetsa Murujärv)
- Mustanina tiigid (15 tiiki)
- Must-Jaala järv
- Mustjärv 
- Mustjärv (Hino Mustjärv)
- Mustjärv (Holstre Mustjärv) (Liivausse järv)
- Mustjärv (Jussi Mustjärv)
- Mustjärv (Kaadsi Mustjärv) (Kaatsi Mustjärv, Väike-Katsi järv)
- Mustjärv (Kantküla Mustjärv) (Pühajärv)
- Mustjärv (Kokora Mustjärv) (Alatskivi Mustjärv, Savastvere Mustjärv)
- Mustjärv (Kurtna Mustjärv) (Kurtna Mustjärv)
- Mustjärv (Laanemetsa Mustjärv) (Väike Savijärv, Kuussaare järv)
- Mustjärv (Leevi Mustjärv)
- Mustjärv (Leppsilla Mustjärv) (Leppsilla Ännijärv)
- Mustjärv (Luhasuu Mustjärv) (Kellamäe Mustjärv)
- Mustjärv (Nohipalo Mustjärv) (Nohipalu Mustjärv, Tsernajärv)
- Mustjärv (Orava Mustjärv)
- Mustjärv (Paunküla Mustjärv) (Seapilli järv)
- Mustjärv (Peraküla Mustjärv) (Nõva Mustjärv)
- Mustjärv (Piigandi Mustjärv) (Mustina järv, Kogrejärv)
- Mustjärv (Rohussaare Mustjärv) (Rohusaare Mustjärv)
- Mustjärv (Timo Mustjärv)
- Mustjärv (Tsolgo Mustjärv)
- Mustjärv (Turvaste Mustjärv)
- Mustjärv (Valguta Mustjärv)
- Mustjärv (Vedama Mustjärv) (Järvetaga Mustjärv, Naku järv)
- Mustjärv (Võrumõisa Mustjärv) (Võru Mustjärv)
- Mustlaugas (Kajaka-Mustlaugas) (Pillapalu järv)
- Muti järv (Suur Mutijärv)
- Muti tiigid (3 tiiki)
- Mutsina järv
- Mutsu järv
- Mõdriku järv (Rägavere paisjärv, Mõdriku Veskijärve allikajärv)
- Mõdriku paisjärv
- Mõisajärv (Päidla Mõisajärv)
- Mõisajärv (Partsi Mõisajärv) (Partsi järv)
- Mõisajärv (Harku Mõisajärv)
- Mõisalaht
- Mõisa tiik
- Mõksi raba laugas (5 laugast)
- Mõniste järv
- Mõrdama raba laugas
- Mõrdama raba laugas (Viluvere järv)
- Mõrtsuka järv
- Mõtskonna järv (Antsla Mõtskonna järv)
- Mõujärv
- Mädajärv (Patika Mädajärv)
- Mädajärv (Rõngu Mädajärv) (Mudajärv, Koruste järv, Retsniku järv)
- Mädajärv (Udriku Mädajärv)
- Mädajärv (Uljaste Mädajärv) (Uljaste Soojärv, Väike Uljaste järv)
- Mädajärv (Vana-Võidu Mädajärv)
- Mädäjärv (Saluala Mädäjärv) (Mädajärv)
- Mäejärv (Paluküla Mäejärv)
- Mäejärv (Väimela Mäejärv) (Väimela Ülajärv, Suur Väimela järv)
- Mäeküla järv (Samblajärv)
- Mäeotsa järv (Mäetaguse järv)
- Mäe-Puide järv
- Mäestjärv (Sibula järv)
- Mäesulg (Saaluse Mäesulg) (Vana-Saaluse veehoidla)
- Mäesulg (Trolla Mäesulg) (Trolla paisjärv)
- Mäe-Tilga järv (Mäetilga järv, Valgejärv)
- Mäe-Vadsa lump (Meliküla tiigid)
- Mäeveski järv (Küti Mäeveski järv)
- Mägede liivakarjäär (tehisjärv)
- Mägialonõ järv (Mägialune järv, Madaljärv, Medaljärv)
- Mägipõllu paisjärv
- Mäha järv (Otepää Mäha järv)
- Mähä järv (Valgjärve Mähä järv)
- Mähkli järv
- Mähuste järv (Mäuste järv)
- Mäiste järv (Meiste järv)
- Mällu veskijärv (Mällo paisjärv, Mällu paisjärv)
- Männa tehisjärv (Rõõsa tehisjärv)
- Männamaa karjäär
- Männikjärv (Männikjärv, Männikujärv)
- Männiku järv (Männiku veehoidla, Männiku karjäär)
- Männiku lomp (Pilkuse tiigid)
- Männiku-Väikejärv
- Märdi järv (Lakesoo Märdi järv) (Lagesoo järv, Mardi järv)
- Märdi järv (Otepää Märdi järv) (Märdi paisjärv)
- Märi lomp
- Märä järv (Märajärv)
- Mäsajärv
- Mäsäjärv (Mäsajärv, Messe järv, Metsajärv)
- Mätasjärv
- Mätasjärv (Kurtna Mätasjärv)
- Mätäsniidü lomp
- Määräjärv
- Määranõmme tiigid (2 tiiki)
- Määrästü soo laugas (Määrasto raba laugas) 
- Määrästü soo laugas (Pado Umbjärv) 
- Määrästü turbatiik
- Määsovitsa järv (Kuuleski)
- Möksi veskijärv (Möksi paisjärv, Mõksi veskijärv)
- Möldre londsik
- Möldri meri / Menarsvae (Möldrimeri, Möldri järv, Mellansjöu)
- Müüri järv (Müürijärv, Kograjärv, 2. Vardja veskijärv)

### N
Naale laht (Naelelaht, Naelalaht)
- Nabudi järv (Nasudi järv)
- Naha järv (Nahajärv)
- Nahijärv / Juksi järv
- Naistejärv (Naestejärv)
- Nakri järv (Nakrijärv)
- Narva karjääri tiik (2 tiiki)
- Narva settebasseinid
- Narva veehoidla
- Nauska järv
- Navajärv
- Nedrema järv (Nedremaa järv)
- Neeruti Eesjärv
- Neeruti järv
- Neeruti järved
- Neeruti Tagajärv
- Nehatu soo laugas (5 laugast)
- Neitsijärv
- Neitsijärv (Partsi Neitsijärv)
- Nelijärve järved
- Nelijärve Linajärv
- Nigle järv
- Nigu laht
- Nigula järv (Vanamõisa järv, Nigula Vanajärv, Vanajärve järv)
- Nigula raba laugas (5 laugast)
- Nihujärv (Nihu järv)
- Nihu Mädajärv
- Niidijärv
- Niinsaare järv 
- Niitvälja tiik (2 tiiki)
- Nikerjärv
- nimetu (159 järve)
- nimetu (8 järve)
- nimetu (242 järve)
- Nogu karjäärilump (Nogupalu karjäär, Nogopalu karjäär)
- Nohipalu järved
- Nohipalu Mustjärv
- Nohipalu Valgjärv
- Nonni järv (Teeri järv)
- Noodasjärv (Nuudasjärv, Nadasi järv)
- Nootjärv
- Norra allikajärv
- Nurkjärv (Sootaga järv)
- Nurme järv (Varese järv, Nurmse järv)
- Nurme poldri veehoidla (tiik 1)
- Nurme poldri veehoidla (tiik 2)
- Nursi veskijärv (Nursi paisjärv)
- Nuudsaku järv (Naadsaku järv, 1. Vardja veskijärv, Nuutsaku järv)
- Nuutre-Kõpu paisjärv
- Nõlvassoo järv (Isakõnnu järv) (2 järve)
- Nõlvassoo järv (Nõlvasoo järv, Isakõnnu järv)
- Nõmme järv (Nõmme Liivajärv)
- Nõmme järv (Kurtna Nõmme järv) (Kurtna Nõmmejärv, Nõmmjärv)
- Nõmme järv (Nõmmjärv, Järvesilla järv)
- Nõmme Mudajärv
- Nõmme paisjärv
- Nõmmejärv
- Nõmmoja Linajärv
- Nõnova järv
- Nõuni järv 
- Nässmõisa järv (Nässmetsa järv, Nässmetsa paisjärv, Toku järv)
- Nätsi raba laugas (29 laugast)
- Nüpli järv

### O
Oandu järv (Altja Oandu paisjärv, Altja paisjärv)
- Obinitsa järv (Obinitsa paisjärv, Tuhkvitsa veehoidla, Tääglova veehoidla)
- Obõstõtsukõlus (Kaagjärve tiik, Rautina)
- Odivere tiik
- Oessaare laht (Põllumaa laht, Siiksaare laht)
- Oha järv
- Ohakvere veehoidla
- Ohepalu järv (Ohepalu Suurjärv)
- Ohepalu Suurjärv
- Ohtja järv
- Ojajärv
- Ojasaare järv
- Ojaäärse paisjärv
- Oleski lump (Partsi Külajärv, Partsi paisjärv)
- Olli järv (Olli paisjärv)
- Olustvere Jaska järv
- Omedu kalatiigid (2 tiiki)
- Ongassaare tiigid (4 tiiki)
- Oogilaht
- Ooklema järv (Ooknapee järv)
- Oostejärv
- Ora järv (Keema Ora järv) (Keema Orajärv)
- Orajärv (Neeruti Orajärv) (Neeruti järv)
- Orava järv (Orava Mõisajärv)
- Orava järv (Saaluse Orava järv)
- Orava Mustjärv
- Orgi Linajärv
- Oroniidü Alalump (Oroniidü lump)
- Oroniidü lump
- Oru settebasseinid (4 basseini)
- Oruveski järv (Oruveski paisjärv, 2. Oruveski paisjärv)
- Osõtsuu järv (Osetsoo järv, Otsesu järv)
- Otepää Kärnjärv
- Otepää Valgjärv
- Otiaru paisjärv (Otiaru veehoidla, Mõisaküla paisjärv)
- Otipeipsi järv
- Otitiik (Kärmase tiik, Oti tiik)

### P
Paabu lomp (Meelva paisjärv)
- Paadikõrdsi järv (Paadikärusi järv)
- Paadla laht
- Paala järv (Valuoja paisjärv)
- Paali järv
- Paatre järv (Laitse järv)
- Paavli tiik
- Paavõlka järv (Tsilgutaja Väikejärv, Paavelka järv)
– Pabra järv (Kossa järv, Bobrova järv, Lidva järv)
- Padaoru paisjärv
- Padojärv (Pado järv, Padu järv)
- Padura järv
- Padura loik (Padura järv, Padura soo)
- Paekna järv (Paekna paisjärv)
- Paganamaa Mudajärv
- Pahasenja järv
- Pahijärv (Lõuna-Pahijärv)
- Pahijärv (Põhja-Pahijärv) (Paijärv)
- Paide tehisjärv (Kirila veehoidla, Mündi paisjärv)
- Paidra järv 
- Painküla paisjärv
- Paista järv
- Paistu järv (Paistu paisjärv)
- Paiujärv (Kalatiik nr. 7)
- Pakasjärv (Pakase järv, Suur Pakase järv)
- Pakasjärve raba laugas
- Paklajärv (Kauksi Külajärv)
- Palalinna järv
- Palamuse paisjärv
- Palandniidü lump
- Palandulump
- Palanujärv (Palanu järv, Väike Tseamäe järv)
- Palmse tiigid (2 tiiki)
- Palojärv (Ando Palojärv) (Saaluse Palojärv, Ando järv, Piirijärv, Paloveere järv)
- Palojärv (Haavapää Palojärv) (Haavapea Palujärv)
- Palojärv (Ihamaru Palojärv) (Ihamaru Palujärv)
- Palojärv (Kanepi Palojärv) (Kanepi Palujärv, Kooraste Palujärv)
- Palojärv (Kääpa Palojärv) (Kääpa Palujärv, Linaleo järv)
- Palojärv (Lutsu Palojärv)
- Palojärv (Preeksa Palojärv) (Preeksa Palujärv, Misso Palujärv)
- Palojüri järv (Palojüri järv)
- Palo tiik / Härmä tiik
- Palu järv (Palu paisjärv)
- Palu paisjärv (Palu veehoidla)
- Paluküla järv
- Pangajärv
- Panga luht (Panga tarn, Panga laht)
- Pangodi järv
- Pannjärv (Panijärv, Pannijärv)
- Papijärv (Jõemõisa Papijärv)
- Papijärv (Karula Papijärv)
- Papioru tiik (Papioja järv)
- Pappjärv 
- Pardikael
- Parditiik
- Parika järv 
- Parika järv
- Parika järv
- Parika Väikejärv
- Parkali paisjärv
- Parmu soot
- Partsilomp (Kauru Partsilomp)
- Patika Mädajärv
- Patküla järv (Paatküla, Lõve järv)
- Pattina järv (Saatse paisjärv)
- Paukjärv
- Paunküla Linajärv (Sipelga linajärv)
- Paunküla veehoidla
– Pautsaare järv
- Pautsaare laht
- Pautsjärv (Kogrejärv)
- Pealmine laht
- Pedaslaugas (Pädaslaugas)
- Pedejä järv (Pedejärv, Pedeja järv)
- Pedeli paisjärv (Pedeli esimene paisjärv)
- Pedeli teine paisjärv
- Pedäjämäe lump (Pedjamäe tiik, Kaagu tiigid)
- Peeda järv (Peeda paisjärv, Peedu paisjärv)
- Peenjärv
- Peenjärv (Piisna järv)
- Peen-Kirjakjärv (Peen-Kirjakujärv, Kirjakujärv, Väike Kirjakujärv)
- Peenkirjakjärv
- Peetrimõisa paisjärv
- Peipsi järv 
- Peipsi järv, koos Lämmijärve ja Pihkva järvega
- Peipsi-Pihkva järv
- Peku järv
- Pelda järv (Pelda paisjärv)
- Pelgu veehoidla
- Penijärv
- Peraküla Allikajärv
- Peraküla Mustjärv
- Peri järv (Tromsi veehoidla)
- Perjatsi tiik
- Persulaht
- Peräjärv (Andsu Peräjärv) (Andsu Perajärv)
- Peräjärv (Arula Peräjärv) (Arula Perajärv, Päästjärv, Arula järv)
- Peräjärv (Plaani Peräjärv) (Plaani Perajärv, Peratsjärv, Juhkajärv)
- Peräjärv (Vastse-Roosa Peräjärv)
- Peräjärv (Viigjärve Peräjärv)
- Peräjärv (Vällämäe Peräjärv) (Vällamäe Perajärv, Väike Rauba järv)
- Peräjärv (Ähijärve Peräjärv) (Ähi Perajärv)
- Peräjärv (Mõniste)
- Peräjärv (Võru)
- Perätjärv
- Perätsjärv (Peratsjärv, Peratjärv)
- Pesujärv (Jõuga Pesujärv) (Jõugu järv, 2. Jõuküla järv)
- Petäjärv (Petajärv, Põlla järv, Pettoja järv, Pidajärv)
- Pidula kalatiik (3 tiiki)
- Pidula veskitiik
- Pihelpuuauk (Pihelpuu auk)
- Pihkva järv
- Piigandi Ahijärv
- Piigandi järv (Vana-Piigandi järv, Vana Piigaste järv)
- Piimakombinaadi tiigid (3 tiiki)
- Piirakajärv
- Piirijõe soot
- Piirijärv (Koorküla Piirijärv)
- Piirimäe lump
- Piiriotsa lombid (Tsirguliina veehoidla) (3 lompi)
- Piisupi järv
- Pikaantsu järv (Pika-Antsu paisjärv, Pikahansu)
- Pikajärv (Pikkjärv)
- Pikane järv (Tuksi järv, Pikkana järv, Soonde järv, Peraküla järv)
- Pikareinu lomp (Valgjärve tiigid)
- Pikaveski järv (Pikaveski paisjärv)
- Pikkjärv (Ivaste Pikkjärv) (Lutika Pikkjärv)
- Pikkjärv (Jussi Pikkjärv)
- Pikkjärv (Järvi Pikkjärv) (Pühameeste Pikkjärv, Järvi Pikajärv)
- Pikkjärv (Kaarepere Pikkjärv)
- Pikkjärv (Karula Pikkjärv) (Pikkeri järv)
- Pikkjärv (Kooraste Pikkjärv)
- Pikkjärv (Kõnnu Pikkjärv) (Kõnnu järv)
- Pikkjärv (Lootvina Pikkjärv) (Lootsina Pikkjärv)
- Pikkjärv (Palometsa Pikkjärv)
- Pikkjärv (Tilsi Pikkjärv)
- Pikkjärv (Tsolgo Pikkjärv)
- Pikkjärv (Viitna Pikkjärv) (Suur Viitna järv, Suurjärv)
- Pikkjärve paisjärv (Kaarepere paisjärv)
- Pikklaug (Ida-Pikklaug) (Kaksiklaugas)
- Pikklaug (Lääne-Pikklaug) (Kaksiklaugas)
- Pikklaugas (Järvi Pikklaugas)
- Pikklaugas (Kajaka-Pikklaugas) (Koitjärve Pikklaugas)
- Pikklaugas (Koitjärve Pikklaugas) (Koitjärve raba laugas)
- Pikknurme järv (Pikknurme paisjärv)
- Pikre järv (Pikri järv)
- Pikru paisjärv
- Pikä järv (Rimmi veehoidla)
- Pikämäe järv (Pikamäe järv, Partsi külajärv)
- Pikässuu lump
- Pilkuse järv
- Pille järv
- Pillejärv 
- Pilli järv (Soeotsa Mustjärv, Naku järv)
- Pilliliina lomp (Tsirguliina bassein)
- Pingu järv (Tingo järv)
- Pirgu paisjärv
- Pirmastu paisjärv
- Pisike Nihujärv
- Pitkjärv (Koigi Pitkjärv) (Koigi Pikkjärv)
- Pitsalu tiik
- Plaani Külajärv
- Plaani Mudajärv 
- Plaani Peräjärv
- Plessi järv
- Ploomi lump
- Plotina järv (Kahkva tiik)
- Poama järv (Väike-Poama järv)
- Poka järv
- Poka veskijärv (Poka veehoidla)
- Pokardi paisjärv 
- Poksi järv
- Pombre karjäär
- Poolaka järv (Poolaka paisjärv)
- Porijärv (Pörja Porijärv, Põrja järv, Kulijärv, Kullijärv)
- Porkuni järv
- Pormeistri järv (Ehajärve)
- Pornuse paisjärv
- Postilaht (Pesti järv)
- Postimäe lomp (Valgjärve tiigid)
- Postkastijärv (Leigo Postkastijärv)
- Potri järv
- Potsepa karjäär
- Prandi allikas (Prandi Allikajärv)
- Prandi Allikajärv
- Prandsumõtsa lump
- Prassi järv
- Prassi karjäär (tehisjärv)
- Preediku järv (Mägise paisjärv)
- Preeksa järv (Preeksa Suurjärv)
- Preeksa Palojärv 
- Presnikovi järv (Tähejärv, Kuiksilla järv)
- Priguldi paisjärv
- Pringi järv (Pringi paisjärv)
- Prossa järv (Luua järv)
- Prästvike (Prestviik, Prest vike, Kirikuviik)
- Pugu järv (Pugujärv, Iduste järv)
- Puhatu järv (Puhato järv, Suur Pühatu järv)
- Puhtaleiva (tehisjärv)
- Puide järv (Puide paisjärv)
- Puiga järv (Pulga järv)
- Pulli järv (Pullijärv)
- Pullijärv 
- Pumbajärv 
- Pumbuta järv (Väike järv)
- Punamäe järv (Punajärv, Punane järv, Seapilli järv)
- Punane järv
- Punapargi paisjärv
- Punde järv (Visula kaksikjärv, Luiga järv, Punde paisjärv)
- Pundsu järv (Punsujärv, Punso järv)
- Pupastvere järv (tänaseks kadunud)
- Pupsi järv
- Purde järv (Purde paisjärv, Jõku paisjärv)
- Purdi järv (Koordi järv)
- Purgatsi järv
- Purgi järv (Purki järv)
- Purila paisjärv
- Purka järv
- Purme abaja (Purme abajas, Purma abajas)
- Purtsa järv
- Purtsi veskijärv
- Puujala järv (2. Sootaga järv)
- Puurmani kalatiigid
- Puurmani paisjärv
- Puustusjärv (Kallaste järv, Kallase järv, Puustuse järv)
- Puustuslump
- Põdragu järv (Suur Pedre järv)
- Põdramõtsa järv (Põdrametsa järv)
- Põdraoja lombid (4 lompi)
- Põhjatu järv (Ümmargune järv)
- Põhtjärv
- Põhu järv (Rebaste järv, Põhu veskijärv)
- Põhu Mädajärv (Turbasoo järv)
- Põhujärv
- Põksi veehoidla
- Põldalotsõ järv (Põldalune järv, Soomäe järv, Põldealune järv)
- Põldealune laht (Põldalune laht)
- Põldeotsa paisjärv
- Põlgastõ lump (Meremäe Põlgastõ lump)
- Põlula alumine järv
- Põlula kalakasvatustiigid (7 tiiki)
- Põlva järv (Põlva paisjärv, Plaki järv)
- Põrgujärv
- Põrmujärv
- Põrstõ järv (Põrste järv, Puustusjärv)
- Põrtusõ tiik (Aladi 4)
- Pähni paisjärv
- Päide järv (Päide paisjärv)
- Päidla Ahvenjärv
- Päidla Uibujärv
- Päidla Väikejärv
- Päidre järv (Tagametsa järv)
- Pältre järv (Vanamesjärv, Pärtli järv)
- Pärdu järv
- Pärdujärv 
- Pärgi lump
- Pärivere paisjärv (Are veehoidla, Are paisjärv)
- Pärlijõe veskijärv (Saarlase paisjärv, Saarlase ülemine paisjärv, Eiche paisjärv)
- Pärnamäe veehoidla
- Pärnjärv (Järvi järv, Suur Järvi järv)
- Pärsikivi paisjärv
- Pärsti järv (Pärsti Veskijärv, Pärsti Väikejärv, Ajajärv)
- Pärsti paisjärv
- Pätsulaugas (Endla Suurlaugas)
- Päästjärv (Perajärv)
- Pöögle paisjärv
- Pügeri järv (Pügare järv, Pügari järv)
- Pühajärv
- Pühajärv (Matsimäe Pühajärv) (Seli Kaanjärv, Võõbu Pühajärv)
- Pühajärv (Parika Pühajärv)
- Püksijärv (Kellamäe Väike järv)
- Pülme järv (Põlme järv)
- Püsku meri
- Püssi paisjärv
- Pütäljärv
- Pütäljärv (Meegomäe Pütäljärv) (Meegumäe Pütaljärv, Melgumäe järv, Pütaljärv)

### Q
(ingen)

### R
Raadi järv (Roodi järv)
- Raavitsa järv
- Rabajärv
- Rabavere tiik (Lõpe paisjärv)
- Rae järv (Rae paisjärv)
- Rahetsema järv (Rahetsema paisjärv, Koigu paisjärv)
- Rahi tiik
- Rahinge järv (Rahinge paisjärv)
- Rahkjärv (Mustjärv)
- Rahumeri (Rahujärv)
- Rahvapargi tiik
- Raidla kruusakarjäär (tehisjärv)
- Raigastvere järv
- Raka järv
- Raku järv
- Rammusaare laht (Rammusaare järv) (Rammusaare järv)
- Ramsi tehisjärv
- Rangela laht
- Rannakodu järv
- Ranna järv
- Rannu paisjärv (Utu-Kolga paisjärv)
- Ratasjärv
- Ratasjärv (Kurtna Ratasjärv)
- Ratasjärv (Rõuge Ratasjärv)
- Ratva järv
- Rauba järv
- Raubatsi järv (Pärtli järv)
- Raudjärv (Aheru Raudjärv)
- Raudjärv (Karula Raudjärv)
- Raudjärv (Korva Raudjärv)
- Raudna tehisjärv (Heimtali tehisjärv)
- Raudoja veehoidla
- Raudsepa järv (Tallijärv)
- Raudsepa veskijärv (Raudsepa veehoidla)
- Raudtee karjäär (tehisjärv)
- Rautina järv (Kaagjärv)
- Rava järv (Rava paisjärv)
- Rebase raba turbakarjäär
- Rebäsejärv (Karula Rebasejärv)
- Rebäsemäe lomp
- Rehäjärv (Rihajärv)
- Reinukese järv (Räimekese paisjärv, Kõngi järv)
- Reinu tiigid
- Reiu tiik
- Reo karjäär (tehisjärv)
- Reooja järv (Põhjakalda paisjärv, 1. Oruveski paisjärv)
- Restu järv (Restu veskijärv)
- Restu-Madissõ järv (Visela järv, Visula kaksikjärv, Luiga järv, Punde paisjärv, Restu paisjärv)
- Revoja paisjärv
- Ridalepa paisjärv (Jõõpre veehoidla)
- Riidjärv (Soemõisa Linajärv)
- Riisipere lõpp
- Riisipere järv (Riisipere paisjärv)
- Riiska järv (Pärsti Riiska järv) (Riiska paisjärv, 1. Riiska paisjärv)
- Riissali järved (2 järve)
- Riksu laht (Riksu järv)
- Rimmi järv (Rimmi veehoidla)
- Rindali paisjärv
- Ristikerkujärv (Ristijärv, Ristikiriku järv, Pusa järv)
- Ristilaiu abaja (Ristilaiu abajas) (2 abajat)
- Ristinä luäs
- Ristissoo (Ristisoo) (järv)
- Rits'ka järv
- Ritsu järv (Linnaküla paisjärv)
- Robitiik (Antsu kalatiik, Linda kolhoosi kalatiigid)
- Roela järv (Roela tiik, Ruila järv)
- Roheline järv (Balti SEJ settebassein)
- Roiu järv (Roiu paisjärv)
- Roksi järv (Usseaia-alune järv, Niiduotsa, Krooksu järv)
- Rongu raba laugas (4 laugast)
- Roobe järv (Roobe paisjärv)
- Roobimaa järv (Roobimäe järv, Pangalaht)
- Roobioru lump
- Roobuka paistiik
- Roodsi sulg
- Roogense raba laugas (Kõrgesoo laugas)
- Roolaht (Kurevere Roolaht) (Kõrtsilaht)
- Rooni järv
- Rooni järved
- Roopjärv
- Roosna-Alliku Allikajärv
- Roosna-Alliku kalakasvatustiik
- Roosna järv (Vanaveski järv, Vanaveski allikajärv)
- Rootsiküla järv / Svenskbyträske (Väike Leide järv)
- Ropka järv (Ropka paisjärv)
- Rubina soo laugas
- Ruhijärv (Ruhja järv)
- Ruila järv (Ruiljärv, Kernu Mädajärv)
- Ruila paisjärv
- Rummu järv
- Ruskavere järv
- Rutikvere I veehoidla
- Rutikvere II veehoidla
- Ruusa järv
- Ruusmetsa järv (Ruusjärv, Kruusmetsa järv, Kivijärv)
- Ruusmäe (Rogosi järv, Rogasi järv, Hainjärv)
- Ruusmäe (Karula Ruusmäe järv) (Ruusjärv)
- Rõhu paisjärv
- Rõika järv (Rõikjärv)
- Rõngu Mädajärv
- Rõuge Liinjärv 
- Rõuge Suurjärv 
- Rõuge Valgjärv 
- Rõõsa järv
- Räbi järv
- Räimi järv (Mäeräima järv, Mäirame järv, Räime järv, Õrro järv)
- Rämsi järv (Rämsi veskijärv)
- Rängä järv
- Rängä lombid
- Räpina järv (Räpina paisjärv)
- Räpina paisjärv
- Räpo järv (Hottejärv)
- Rätsepa järv
- Rääbise veehoidla
- Räägu järv
- Räägu järv (Kehtna paisjärv, Räägu paisjärv)
- Räägu veskijärv
- Rääkjärv
- Räätsma järv (Räästma järv)
- Röamäe järv
- Rüütle järv (Annemõisa paisjärv, Rüütle paisjärv)

### S
Saadjärv
- Saagjärv
- Saaluse Alajärv (Saaluse järv, Kõverjärv)
- Saanalaht (Saare järv)
- Saapasuut
- Saara raba laugas
- Saardejärv
- Saarde paisjärv (Kirikujärv, Kilingi-Nõmme paisjärv, Nõmme paisjärv)
- Saarde paisjärv (Puujala paisjärv)
- Saarde Sillaotsa järv
- Saare järv (Saarjärv, Saaremõisa järv)
- Saarejärv (Kurtna Saarejärv) (Saarjärv)
- Saareküla järv
- Saarelomp (Toru Saarelomp) (Valgjärve tiigid)
- Saaremõisa laht
- Saarepeedi karjäär
- Saarjärv (Misso Saarjärv)
- Saarjärv (Partsi Saarjärv)
- Saarjärv (Uljaste Saarjärv)
- Saarlasõ veskijärv (Saarlase veskijärv, Saarlase paisjärv, Saarlase allikajärv)
- Saarõ sulg
- Saarõniidü lump (Karatsimäe tiik)
- Saarõpää järv (Värska Saareküla järv, Saareküla järv, Saarepää järv)
- Saesaare paisjärv
- Sae veskijärv (Saeveski paisjärv)
- Saeveski järv (Vihula Saeveski järv) (Vihula veskijärv, Saeveski paisjärv)
- Sagadi tiik
- Saia järv (Põlgaste paisjärv)
- Saka järv (Sokajärv)
- Saka karjäär (Saka karjääri tiik)
- Sakala tiigid (2 tiiki)
- Saksaveske järv (Saksaveski paisjärv)
- Saksi järv (2. Saksi mõisa järv)
- Saku tiik
- Salujärv
- Salujärv (Karala Salujärv) (Savijärv)
- Salujärv (Tallikese järv, Ala-Mahtja järv)
- Samblajärv (Viisu Samblajärv) (Lohujärv, Laijärv, Lähkrujärv)
- Sangaste lossi tiigid (2 tiiki)
- Sanksaarõ järv (Suursoo Saarjärv, Suursoo järv, Sänksaare järv)
- Santse lõpp (Saantse lõpp, Soanse lõpp)
– Sarapiku järv (Kogrilaht, Suur Kogralaht)
- Sarapuu järv (Raudsepa järv)
- Sarapuujärv (Paganamaa Sarapuujärv) (Sarapuu järv, Sarapu järv, Väike Kikkajärv)
- Sarikuniidü järv (Saarikuniidü järv)
- Sarise järv (Saarise järv)
- Saudikjärv
- Saue keskuse tiik
- Sauelaht
- Saunakarjäär (Potsepa Saunakarjäär) (Potsepa karjäär)
- Saunamäe tiik
- Savalduma järv (Savaladmuma karstijärv)
- Savalduma karstiala (järv)
- Savastvere järv
- Savi järv (Raguli alumine paisjärv)
- Savijärv (Ivaste Savijärv) (Lutika Savijärv, Müta järv)
- Savijärv (Joosu Savijärv)
- Savijärv (Karula Savijärv)
- Savijärv (Laanemetsa Savijärv)
- Savikoja paisjärv (Savikoja veehoidla, Erala paisjärv)
- Savikoti paisjärv
- Selgjärv (Järvselja järv, Järveselja järv)
- Seli järv
- Seli raba laugas
- Seli raba laugas (2. Kadaka järv)
- Seljajärv
- Selja järv
- Selja tiik
- Selja tiik (Kodesmaa Selja tiik) (Edasi järved, Langermaa veehoidla)
- Sendri järv / Sändorträske (Sendre järv, Sendeki järv)
- Sepa järv
- Sibula järv (Karula Sibulajärv)
- Sika järv
- Sika sulg (Vineki paisjärv, Siksali paisjärv)
- Sika lomp (Sikakurmu tiik)
- Sikuti järv (Sirkuti järv, Metsküla järv, Metsajärv)
- Silgu järv (Veski paisjärv)
- Silla järv
- Sillamäe settebasseinid (4 basseini)
- Sillaotsa järv (Leppsilla Sillaotsa järv)
- Sillaotsa järv (Saarde Sillaotsa järv) (Sillaotsa paisjärv)
- Sillaotsa järv (Vihi Sillaotsa järv) (Sillaotsa paisjärv)
- Silmi urgad
- Simuna lomp
- Sinejärv (Ainja Sinejärv) (Ainja Sinijärv)
- Sinejärv (Karula Sinejärv)
- Sinialliku järv (Siniallika järv)
- Sinialliku järv (Jõgeva)
- Sinialliku kalatiigid (Raudna Sinialliku kalatiigid)
- Sinijärv (Endla Sinijärv)
- Sinijärv (Neeruti Sinijärv)
- Sinijärv (Äntu Sinijärv)
- Sinikahja järv (Sinikajärv, Sinikaela järv, Soeoru järv)
- Sinikejärv (Sinike järv, Sinikjärv, Sinika järv)
- Sinilaugas (Väike Sinijärv, Väike Sindi järv)
- Sirkjärv (Tsirkjärv, Sirgjärv, Umbjärv, Väike-Umbjärv)
- Sirtsi soo laugas (7 laugast)
- Sisaliku järv (Nelijärve Sisalikujärv) (Aegviidu Sisalikujärv)
- Sisalikujärv
- Sitisuu tiik (Kalatiik nr. 5)
- Snelli tiik
- Soe paisjärv
- Soemõisa Linajärv
- Soitsejärv (Suurjärv)
- Soitsjärv
- Solda järv
- Solova järv (Vaaksaare tiik)
- Soobkand
- Soodajärv
- Soodi järv / Vodi järv (Hodijärv, Söödijärv, Soodijärv, Vodijärv)
- Soodla veehoidla
- Soolikse järv
- Soome järv (Soomejärv)
- Sooniste karjäär
- Soontaga järv (Soontaga paisjärv)
- Sooru järv (Piiri paisjärv, Sooru paisjärv)
- Sopi järv (Sopi järvik)
- Sopi järvik
- Storträske (Stor-träske)
- Suitsna raba laugas (2 laugast)
- Sulaoja lump (Oe tiigid)
- Sulõndu järv (Piigandi tiik)
- Sumbaku järv (Sumbaku paisjärv)
- Supeljärv (Sangaste Supeljärv)
- Supilinna tiik
- Sur'a järv (Eensalu paisjärv, Eensalu veehoidla)
- Surju järv (Surju paisjärv)
- Surjupera järv (Surjupera paisjärv)
- Sutlepa meri / Sutlepsjön (Sutlepa laht, Saaremõisa järv)
- Sutõsaarõ lump (Lalli tiik)
- Suujärv (Listaku Suujärv) (Listaku Soojärv, Metsajärv)
- Suujärv (Selsi Suujärv) (Preeksa Soojärv, Savioja Suur-Soojärv)
- Suujärv (Vana-Koiola Suujärv) (Vana-Koiola Soojärv)
- Suukaala järv (Nihu Mädajärv
- Suulätte lump (Pustuse järv)
- Suur Kaanjärv (Esimene Kaanjärv)
- Suur Kaksjärv (Kaksjärv)
- Suur Kalajärv (Kreo Kalajärv, Suurjärv)
- Suur Karujärv (Nõo Karujärv)
- Suur Kasvandulump
- Suur Kõrbjärv
- Suur Linajärv (Tooma Suur Linajärv) (Tooma Linajärved, Linajärved, Prilljärved)
- Suur Pehmejärv (Pehmejärv)
- Suur Saarjärv
- Suur Suujärv (Meenikunnu Suur Suujärv) (Nohipalu Soojärv, Nohipalo Soojärv)
- Suur-Apja järv / Koobassaare järv
- Suur-Boose järv (Boose Suurjärv)
- Suure-Jaani paisjärv
- Suure-Kambja järv (Suur-Kambja paisjärv, Suure-Kambja paisjärv)
- Suuremetsa raba laugas (2 laugast)
- Suuremõisa laht
- Suuresoo lomp (Valgjärve tiigid)
- Suurjärv / Näkijärv (Päidla Suurjärv / Näkijärv) (Silla-Suurjärv, Sillajärv)
- Suurjärv (Jussi Suurjärv)
- Suurjärv (Karinu Suurjärv) (Karinu kaksikjärv)
- Suurjärv (Kooraste Suurjärv)
- Suurjärv (Kurtna Suurjärv) (Kurtna järv)
- Suurjärv (Lehtma Suurjärv) (Tahkuna Suurjärv, Lehtma järv, Põhjatu järv)
- Suurjärv (Rõuge Suurjärv)
- Suurjärv (Udriku Suurjärv) (Suur Udrikjärv)
- Suurjärv (Vetiku Suurjärv) (Suur Vetiki järv)
- Suurjärv 
- Suur-Kirjakjärv
- Suurlaht / Kellamäe laht
- Suurlaugas (Endla Suurlaugas) (Endla raba laugas)
- Suurlaugas (Hiiessoo Suurlaugas)
- Suurlaugas (Lalli Suurlaugas) (Palasi järv)
- Suurlaugas (Laukasoo Suurlaugas) (Laukasoo laugas)
- Suurlaugas (Selisoo Suurlaugas) (Seli Suurlaugas, Suur Kõrve järv)
- Suur Linajärv
- Suursilm
- Suursoo laugas (3 laugast))
- Suursoo turbakarjäär (20 järve)
- Suurtiik (Uue-Antsla Suurtiik)
- Suur-Valmas
- Sõdaalonõ järv (Sõdaalune järv, Söödialune järv, Sedaljärv, Sõdaaluse järv)
- Sõerumäe paisjärv
- Sõjatamme tiik
- Sõmerpalu järv (Sõmerpalu veskijärv, Sõmerpalu veehoidla)
- Sõmerpalu paisjärv
- Sõtke paisjärv (Sillamäe ülemine paisjärv)
- Säinaauk
- Särevere paisjärv
- Särgjärv
- Särgjärv (Jõemõisa Särgjärv)
- Särgjärv (Järvi Särgjärv) (Järvi järv, Väike Järvi järv)
- Särgjärv (Kurtna Särgjärv) (Ahnejärve)
- Säärelaht
- Sügavakatku soon
- Süllalaht
- Süsijärv
- Süväjärv

### T
Taagepera järv (Taagepera veskijärv)
- Tabina järv
- Tagajärv (Hatiku Tagajärv) (Hatike Edejärv, Hatiku järv, Hatiko järv)
- Tagajärv (Neeruti Tagajärv) (Lusthoone järv)
- Tagajärv (Tartussaare Tagajärv) (Kihmjärv, Kihmajärv)
- Tahojärv (Kõvera Väikejärv)
- Taki tiigid (2 tiiki)
- Tallekesejärv (Tallekese järv)
- Tallilomp (Aiaste Tallilomp) (Tallijärv)
- Tallima sulg
- Taltjärv (Tolkjärv, Suur Haanja järv)
- Tambre järv
- Tamme järv (Tammejärv, Tammiku järv, Tammjärv)
- Tammelais (Metsiku järv)
- Tammemäe järv (Lõuna karjäär)
- Tamme veskipaisjärv (Kabala) (Kabala järv)
- Tammeveski järv (Tammeveski paisjärv)
- Tammijärv
- Tammiku järv (2. Tammiku mõisa järv, 2. Tammiste mõisa järv)
- Tammiku veehoidla
- Tammiskanna järv 
- Tammiste paisjärv (Altküla paisjärv)
- Tammsaarõ järv (Tammsaare järv)
- Tamula järv
- Tani järv (Tanijärv)
- Tanijärv
- Tanni tiik (Aladi 1)
- Tapu paisjärv
- Tapusuu lump
- Tarakvere paisjärv
- Tarbja järv (Tarbja paisjärv)
- Tartu botaanikaaia tiik
- Tatra veskijärv
- Taugabe järv (Taugepää järv, Taugepää soo, Tohku järv)
- Tedre järv
- Tegova järv
- Tehisjärv (Roosna-Alliku Tehisjärv) (Roosna-Alliku tehisjärv)
- Tehumardi karjäär
- Teilma turbatiigid (19 tiiki)
- Telli tiik (Kalatiik nr. 6)
- Teorehe järv (Saastna järv)
- Teotalli laht (Tentalli laht)
- Tihemetsa paisjärv
- Tihu järv (Tihu Suurjärv, Tihu Esimene järv, Männamaa järv)
- Tihu Keskmine järv
- Tiidujärv (Tiidu Väikejärv, Tiidu järv)
- Tiidu järv (Toku paisjärv)
- Tiigi järv
– Tiigi järv (Tiigijärv)
- Tiisleri land
- Tika järv (Misso Viisjärv)
- Tikkjärv
- Tiksijärv (Kellamäe Keskmine järv)
- Tikste järv
- Tikutaja järv (Tamme Palujärv)
- Tilli järv (Pirmastu järv, Tillijärv, Subsi järv)
- Tilsi Pikkjärv
- Tinapuu järv
- Tipilaht
- Tipina veehoidla (2 veehoidlat)
- Tirbitanni järv (Tirbi tann, Lubjaauk, Tirbi tamm)
- Tirgu järv (Kuritse Veskijärv, Tirgu paisjärv)
- Tiru paisjärv
- Toatse järv (Tuatse järv, Tantsu järv)
- Tobra alumine veehoidla
- Tobra järv (Tobrajärv)
- Tobra ülemine veehoidla
- Tohvri järv (Valtina paistiik)
- Toku järv (Vaabina järv)
- Tolkuse raba laugas (3 laugast)
- Tollari järv (Käärikjärv)
- Tolljärv (Loosu järv, Talljärv)
- Tomba karjäär
- Toodsi järv (Tootsi järv)
- Tooma järv
- Toomõ järv
- Tooma Väike Linajärv
- Torma järv (Torma paisjärv)
- Tornijärv (Lükardi järv)
- Toru lomp (Valgjärve tiigid)
- Trepimäe järv (Porijärv)
- Tseema järv
- Tserebi järv (Tserepi järv, Viitka järv)
- Tsianahajärv (Kolepi Mustjärv)
- Tsilgutaja järv (Maurijärv, Tilgutaja järv)
- Tsimmi järv (Raguli ülemine paisjärv, Tsimmi paisjärv)
- Tsirkjärv (Ruusmäe Tsirkjärv)
- Tsolgo aheljärvestik
- Tsolgo Mustjärv
- Tsolgo Pikkjärv
- Tsooru järv (Tsooru paisjärv)
- Tsopa järv / Põrmu järv (Põrmujärv, Kogrejärv)
- Tsuura lomp (Räpina poldri tiik)
- Tsõõrikjärv (Lootvina Tsõõrikjärv) (Lootvina Särgjärv, Särikjärv, Virga järv, Sõrgjärv)
- Tsõõrikjärv (Paluoti Tsõõrikjärv) (Kausijärv, Kansijärv)
- Tsähknä veskijärv (Tsähkna paisjärv, Tsähkna järv)
- Tsäpsi järv / Järvemäe järv (Järveoja järv)
- Tsässonalump
- Tudu järv
- Tudulinna paisjärv
- Tuha veskijärv
- Tuhhino tiik
- Tuhkana järv
- Tuhkrijärv (Tuhkru järv, Väike Haanja järv)
- Tuisu paisjärv
- Tulba järv (Tulbajärv)
- Tulba-Tõnise paisjärv (Lepaveski paisjärv)
- Tulijärv (Tulejärv)
- Turba karjäärid
- Tursti paistiik
- Turu järv (Turujärv)
- Turva järv (Turvajärv, Turbajärv, Murrujärv)
- Turva järv (Karksi Turva järv) (Karksi järv, Karksi paisjärv, Turva paisjärv)
- Turva karjäär
- Turvaste Mustjärv
- Turvaste Valgejärv
- Tusti paisjärv
- Tuule järv (Sangaste Soojärv)
- Tuulijärv
- Tuuljärv (Tuulejärv, Suur Plaksi järv)
- Tuulõmäe lump
- Tõhela järv
- Tõlinõmme järv
- Tõlinõmme veehoidla
- Tõlla järv (Tõlla paisjärv)
- Tõllassaare karjäär
- Tõrga raba laugas (3 laugast)
- Tõri järv (Tõrijärv, Teeri järv, Rodima järv)
- Tõrise järv
- Tõrva Vanamõisa järv
- Tõrva veskijärv (Matsi paisjärv)
- Tõrvalaht
- Tõrve paisjärv
- Tõstamaa paisjärv
- Tõugjärv (Küünjärv)
- Tõugujärv (Paljassaare raba laugas, Tõugu järv)
- Tõugussaare raba laugas
- Tõukajärv
- Tõukvere tiigid
- Tänavjärv
- Tääksi järv (Tääksi paisjärv)
- Tündre järv (Tõndre järv, Tõõdre järv, Tondre järv)
- Türgi paisjärv
- Türi järv (Türi paisjärv)
- Türnä järv (Türna järv)
- Türäjärv

### U
Ubajärv 
- Ubasuu lump
- Udila järv
- Udriku järv (Udriku tiik, Udriku viinavabriku pais, Udriku pais)
- Udriku järved
- Udriku laugas
- Udriku Mädajärv
- Udriku Paisjärv
- Udriku Suurjärv
- Udriku Väikejärv
- Udsu järv (Uutsu järv, Kokajärv, Linsi järv)
- Udujärv (Kaanjärv, Kaarjärv)
- Uhtjärv (Uhtijärv)
- Uiakatsi järv (Väike-Kooraste järv)
- Uibo järv
- Uibujärv (Päidla Uibujärv) (Uibojärv, Annijärv)
- Uibujärv (Uibo järv, Uibo Mustjärv, Kõrgessaare järv)
- Uibu Linajärv
- Uigumäe lump
- Ulglaht (Ulgulaht, Ulklaht)
- Uljaste Mädajärv
- Uljaste järv (Uljastjärv, Suur Uljaste järv)
- Ulli järv
- Ulli järv (Lähkrujärv, Kõverjärv, Koplijärv)
- Ulvi laugas (Ulvi laugasjärv)
- Ulvi veskijärv
- Umbjärv (Illi Umbjärv) (Suur Umbjärv, Illi Suur-Umbjärv)
- Umbjärv (Keressaare Umbjärv)
- Umbjärv (Kostkova Umbjärv) (Kastkova Umbjärv)
- Umbjärv (Mehikoorma Umbjärv)
- Umbjärv (Muti Umbjärv) (Väike Mutijärv)
- Umbjärv (Pupastvere Umbjärv) (Pupastvere Umbjärv, Suur Umbjärv)
- Umbjärv (Rõhu Umbjärv) (Rehujärv)
- Umbjärv (Suursoo Umbjärv)
- Umbjärv (Vaiste Umbjärv)
- Umbjärv (Vooru Umbjärv) (Vooru Umbjärv, Umpjärv)
- Undi veehoidla (Hundi veehoidla, Võibla paisjärv) (2 järve)
- Undla veskijärv
- Undu laht (Käärme laht)
- Unguma lõpp (Ungumaa lõpp)
- Unsajärv (Unsa järv, 1. Veskimõisa järv)
- Urbuksejärv
- Urbukse järv
- Urita raba laugas (4 laugast)
- (Urita raba laugas (Koodi raba laugas, Koodu raba laugas)
- Utika lump
- Utra lump
- Uue-Kariste järv (Uue-Kariste paisjärv)
- Uue-Olde järv (Uus-Olde paisjärv)
- Uueveski järv (Uueveski paisjärv)
- Uuri järv
- Uus Udujärv (Uus-Udujärv)

### V
Vaaba järv
- Vagula järv
- Vahakulmu järv (Vahakulmu paisjärv)
- Vahejärv (Arula Vahejärv)
- Vahejärv (Neeruti Vahejärv) (Kitsejärv)
- Vahejärv (Nelijärve Vahejärv) (Aegviidu Vahejärv)
- Vahejärv (Paluküla Vahejärv)
- Vahejärv (Vällämäe Vahejärv) (Vällamäe Keskjärv)
- Vahejärv (Ähijärve Vahejärv) (Ähi Vahejärv, Keskmine järv, Keksine järv)
- Vahejärv (Äntu Vahejärv) (Roheline järv)
- Vahe-Kaanjärv
- Vahelaugas (Kajaka-Vahelaugas) (Pillapalu järv)
- Vahemeri
- Vaheru järv (Väheru järv, Mäejärv, Vaharu järv)
- Vahessaare järv
- Vahtsõjärv (Palometsa Vahtsõjärv)
- Vahtsõkivi järv (Vastsekivi järv)
- Vahtsõnõ järv (Verioramõisa Vahtsõnõ järv)
- Vaiatu järv (Vaiatu paisjärv)
- Vaikne järv (Illi järv)
- Vaila I bassein
- Vaiste järv (Vaiste lõunajärv) (Vaistu Suurjärv, Lahtjärv)
- Vaiste järv (Vaiste läänejärv) (Vaistu Suurjärv, Lahtjärv)
- Vaiste järv (Vaiste põhjajärv) (Vaistu Suurjärv, Lahtjärv)
- Vakari järv
- Valdeku karjäär
- Valgeanso paisjärv
- Valgejärv (Kurtna Valgejärv)
- Valgejärv (Turvaste Valgejärv)
- Valgejärv (Äntu Valgejärv) (Äntu Valgjärv, Paralepetsa järv)
- Valgeraba järv
- Valgeraba laugas (2 laqugast)
- Valgjärv
- Valgjärv (Kasaritsa Valgjärv) (Võru Valgjärv, Jaani järv)
- Valgjärv (Koorküla Valgjärv)
- Valgjärv (Laose Valgjärv) (Laose Valgejärv, Laose järv)
- Valgjärv (Otepää Valgjärv)
- Valgjärv (Rõuge Valgjärv) (Jaanipeebu järv)
- Valgma järv (Pundi järv)
- Valguta Mustjärv
- Valgõjärv (Nohipalo Valgõjärv) (Nohipalo Valgejärv, Nohipalu Valgejärv, Valgjärv)
- Valistre tiik
- Valli järv (Vallijärv, Sangaste järv)
– Vanade järv
- Vanajärv (Luke Vanajärv)
- Vanajärv (Verioramõisa Vanajärv)
- Vanajärv (Leigo Vanajärv)
- Vana-Koiola järv (Koiola järv)
- Vanamatsi laugas (Palasi järv)
- Vanamõisa järv
- Vanamõisa järv (Laatre Vanamõisa järv)
- Vanamõisa järv (Tõrva Vanamõisa järv)
- Vanamõisa järv (Pärsti Vanamõisa järv) (Vanamõisa Saadu paisjärv)
- Vanamõisa karjäär
- Vana-Roosa järv (Vana-Roosa tiik)
- Vanaveski järv (Holdre Vanaveski järv) (Vanaveski paisjärv, Vastseveski paisjärv)
- Vanaveski järv (Roosna-Alliku Vanaveski järv) (Roosna-Alliku veskijärv, Vanaveski pais, Eipre paisjärv)
- Vanaveski paisjärv (Kõpu Vanaveski paisjärv)
- Vana-Võidu Mädajärv
- Vanemuise tiik
- Vanigõjärv (Savihoovi järv)
- Vara paisjärv (Kuusiku-Papiaru paisjärv)
- Varangu Allikajärv 
- Varangu järv (Varangu allikas) (paisjärv)
- Varbola paisjärv (Sirgu paisjärv)
- Vardja järv (Aleksandri järv)
- Varesemaa laht (Jaagarahu järv)
- Varnja poldri tiik I
- Varsangulump
- Varstu järv (Varstu paisjärv)
- Vartaauk (Pajuauk)
- Varõsjärv (Nursipalu Varõsjärv) (Sõmerpalu Varesejärv)
- Varõsjärved (2 järve)
- Varõssõ järv (Varese järv)
- Vasavere Mustjärv 
- Vasavere veehaare
- Vasila veehoidla
- Vaskjala veehoidla (Vaskjala paisjärv)
- Vaskna järv
- Vasta tiik
- Vastemõisa järv (Vastemõisa paisjärv)
- Vastsekivi järv
- Vastsekivi sulg (Vahtsõkivi sulg)
- Vastsemõisa järv (Sangaste Vastsemõisa järv) (Sangaste veskijärv, Sangaste paisjärv)
- Vastse-Roosa veskijärv (Vastse-Roosa paisjärv)
- Vasula järv
- Vedama Mustjärv
- Vedu paisjärv (Vedu veehoidla)
- Veelikse järv (Pärnumaa) (Veelikse paisjärv)
- Veelikse järv (Viljandimaa) (Veelikse paisjärv)
- Veesi järv (Plaani Valgejärv, Veesjärv)
- Veevre paisjärv (Kassepa paisjärv, Viivre tiik)
- Vehmerjärv
- Veia paisjärv (Oolejärv)
- Veisjärv (Veisejärv)
- Venedelaht (Venede laht, Vanade laht)
- Venejärv (Kullijärv)
- Venelaht
- Venevere tiik
- Verevä lomp
- Verevä tiik (Paistiik nr. 1)
- Verevi järv (Elva järv)
- Verijärv (Kasaritsa Verijärv)
- Verilaske järv (Verilaske paisjärv)
- Veriora järv (Veriora paisjärv)
- Vesiloo järv (Mustanina tiigid)
- Veskejärv (Koorküla Veskejärv) (Koorküla veskijärv)
- Veskejärv (Õisu Veskejärv) (Õisu Veskijärv, Õisu paisjärv)
- Veskijärv (Nõva Veskijärv)
- Veskijärv (Arula Veskijärv)
- Veskijärv (Jäneda Veskijärv) (Jäneda paisjärv)
- Veskijärv (Krabi Veskijärv) (Krabi paisjärv, Kirbu järv)
- Veskijärv (Kubija Veskijärv)
- Veskijärv (Laatre Veskijärv)
- Veskijärv (Leevijõe Veskijärv)
- Veskijärv (Nõmme Veskijärv) (Nõmme järv, Nõmme veskijärv, Nõmmeveski paisjärv)
- Veskijärv (Palamuse Veskijärv)
- Veskijärv (Sokari Veskijärv)
- Veskilais (Suurdemetsa järv)
- Veskimõisa järv
- Vetla paisjärv
- Vibujärv
- Vidrike järv (Topano järv)
- Vihatjärv
- Vihi Sillaotsa järv
- Vihkla järv
- Vihmjärv / Tarupedäjä järv (Tarupedaja järv, Võidujärv, Kolski järv)
- Vihtjärv
- Vihtla järv (Lutika järv, Kokemäe järv)
- Vihula järv (Vihula paisjärv, Vihula veehoidla)
- Vihula veskijärv
- Viigjärv (Viigijärv)
- Viikjärv
- Viinakuajärv (Leevi Viinakuajärv) (Viinakoja järv)
- Viinakuajärv (Karula Viinakuajärv) (Karula paisjärv)
- Viinamardi järv
- Viinamärdi järv (Viinamärdi paisjärv)
- Viinuti järv
- Viira järv
- Viiratsi paisjärved (4 järve)
- Viiruki järv (Möldri paisjärv, Viiruki paisjärv)
- Viiruki tiik (Aladi 3)
- Viisjaagu järv
- Viisjärv (Tika Viisjärv)
- Viitina Alajärv (Kose järv, Väike Viitina järv)
- Viitina järv (Viitina järv, Kose järv, Mäejärv, Suur Viitina järv)
- Viitka järv (Veetka järv, Orejärv, Orgjärv, Viitkäjärv)
- Viitna Linajärv 
- Viitna Pikkjärv
- Viivikonna karjääri settebassein
- Viivikonna karjääri tiik (7 tiiki)
- Vilajärv
- Vilgjärv (Valgjärv, Pikri järv)
- Viljakse järv
- Viljandi järv
- Villa lump (Nässmetsa II)
- Villapai
- Villemi lomp
- Vimbland
- Vinegi järv (Vineki järv)
- Vinnemäe lump (Tserepi paisjärv)
- Vinnora järv (Külimitu järv)
- Virna järv
- Viro land
- Virosi järv (Viroste järv, Viruste järv, Viiruste järv)
- Viroste järv
- Virtsika järv
- Virtsiku järv (Virtsike järv)
- Virtsjärv (Väike Võrtsjärv)
- Viru järv (Viru paisjärv)
- Viru kaevanduse settebassein (2 basseini)
- Virve järv (Virvejärv)
- Visnapuu lombid (Tuulemäe tiigid) (2 lompi)
- Vissi järv
- Vissuvere järv (Tuulisilla järv, Tulisilla järv)
- Viti järv
- Vohioja järv (Vohioja järv, Vohisaare järv) (2 järve)
- Vohnja tiigid (2 tiiki)
- Voika järv (Voika paisjärv)
- Voka paisjärv
- Voki järv
- Voki veskijärv (Kasemetsa paisjärv, Kassiratta paisjärv, Kasemetsa järv)
- Voore paisjärv
- Voronkino järv
- Vorstioru järv (Võõpste paisjärv)
- Vuuhjärv (Vuhjärv, Laihjärv)
- Võhma järv (Võhma järv, Voogamaa järv)
- Võhmetu järv (Võhmetu suurjärv)
- Võijärv
- Võisiku järv (Võisiku paisjärv)
- Võistre järv (Võistvere järv)
- Võlla raba laugas (4 laugast)
- Võlli paisjärv
- Võngjärv 
- Võnnu paisjärv
- Võnnu tiik
- Võrtsjärv (Virtsjärv)
- Võru Kärnjärv 
– Vägara laht (Väike Mullutu laht, Kiisajärv)
- Vähajärv
- Vähkjärv (Kubija Vähkjärv) (Vähajärv, Kasaritsa Vähkjärv, Kubija Vähajärv)
- Vähkjärv (Piigandi Vähkjärv) (Kanepi Vähkjärv)
- Väike-Agusalu järv
- Väike Allikajärv
- Väike Allikajärv
- Väike-Aavoja veehoidla (Vikipalu veehoidla; Aavoja veehoidla)
- Väike-Edasi järv (Edasi järved, Langermaa veehoidla)
- Väike-Juusa järv (Olep-Juusa järv, II Juusa järv)
- Väike Kaanjärv (Väike Kaanjärv)
- Väike-Kadastiku järv (Karjäär Kadastik-2)
- Väike Kaksjärv (Kaksjärv)
- Väike Kalajärv (Kreo Väikejärv)
- Väike Karujärv (Nõo Väike Karujärv)
- Väike-Keebi järv
- Väike-Koopsi järv (Rõikaoja paisjärv)
- Väike-Kõpu tiik
- Väike Linajärv (Linajärv, Aknajärv)
- Väike Linajärv (Tooma Väike Linajärv) (Tooma Linajärved, Linajärved, Prilljärved)
- Väike-Loosalu järv (Väike Loosalu järv)
- Väike-Muraja lõpp
- Väike-Nedrema järv
- Väike Nihujärv
- Väike-Niinsaare järv
- Väike-Nonni järv
- Väike-Nõuni järv (Väike Nõuni järv)
- Väike Pakasjärv (Väike Pakase järv)
- Väike-Palkna järv
- Väike Pehmejärv
- Väike-Pilliliina lomp (Tsirguliina bassein)
- Väike-Roobimaa järv
- Väike Sillaotsa järv
- Väike-Suuremõisa laht
- Väike-Tammiku järv
- Väike-Toatse järv (Väikejärv) (Väike Toatse järv, Väikejärv)
- Väike Umbjärv (Illi Väike Umbjärv) (Illi Väike-Umbjärv)
- Väike-Valmas
- Väike Venelaht (Väike-Venelaht)
- Väike viik
- Väike-Virna järv (Väike Virnajärv, Virna järv)
- Väike-Õismäe tiik
- Väikejärv (Kaisma Väikejärv)
- Väikejärv (Karinu Väikejärv)
- Väikejärv (Männiku Väikejärv)
- Väikejärv (Parika Väikejärv)
- Väikejärv (Päidla Väikejärv) (Toovere järv)
- Väikejärv (Pühamäe Väikejärv) (Pühajärv, Pühameeste Väikejärv)
- Väikejärv (Udriku Väikejärv) (Väike Udrikjärv)
- Väikejärv (Vetiku Väikejärv) (Väike Vetiki järv)
- Väikene Kasvandulump (Väike Kasvandulump)
- Väikene Kõrbjärv (Väike Kõrbjärv, Ülemäe järv)
- Väikene Linnajärv (Essemäe järv, Essemäe järveke)
- Väikene Mustjärv (Kaatsi 2. Kogrejärv, Mudajärv)
- Väikene Mäestjärv (Väike Mäestjärv)
- Väikene Palojärv (Ihamaru Kogrejärv, Väike Palujärv, Väike Palojärv)
- Väikene Pehmejärv (Väike Pehmejärv)
- Väikene Saarjärv (Väike Saarjärv)
- Väikene Suujärv (Väike Soojärv, Savioja Väike-Soojärv)
- Väikene Tiidujärv (Väike Tiidujärv)
- Väikjärv (Väitjärv, 2. Kurgjärv)
- Väiku-Apja järv
- Väiku-Boose järv (Boose Väikejärv)
- Väikujärv (Kõvera Väikujärv) (Kõvera Väikejärv, Mustajärv)
- Väiku-Keema järv (Väike-Keema järv)
- Väiku-Kuikli järv (Kuigli Kogrejärv)
- Väiku-Mikeli järv
- Väiku-Palkna järv (Väike-Palkna järv, Mazais Baltinz)
- Väimela Alajärv (Väike Väimela järv)
- Väimela Mäejärv 
- Väimela paisjärv (Väimela paisjärv)
- Väinjärv (Jussi Väinjärv) (Veinjärv)
- Väinjärv (Veinjärv)
- Välgita karjäär (tehisjärv)
- Väljavahi tiik (Pardiaugu tiik)
- Vällamäe järv 
- Vällämäe Peräjärv
- Vängla paisjärv
- Värska laht
- Vääna mõisatiik
- Väätsa paisjärv
- Vööla meri (Bysholmsvike, Vööle meri, Võõla meri)

### W
(ingen)

### X
(ingen)

### Y
se under Ü

### Z
(ingen)

### Æ
se under Ä

### Ø
se under Ö

### Õ
Õdri järv (Õdre järv, Õdra järv, Edre järv)
- Õisu järv
- Õisu paisjärv
- Õngu paisjärv
- Õrsava järv (Värska järv, Ozerka järv, Ersava järv)
- Õru järv

### Ä
Ähijärv (Ahijärv)
- Ähijärve Peräjärv
- Äidu järv (Eidu järv)
- Äijärv (Kalli Äijärv) (Umbjärv)
- Äijärv (Kastolatsi Äijärv) (Uska järv)
- Ämmassaare Haugjärv
- Äniniidü lump (Piiroja paisjärv)
- Änni järv (Ännijärv)
- Ännikse laht
- Äntu Linaleojärv
- Äntu Sinijärv
- Äntu Vahejärv (Vahejärv, Roheline järv, Äntu Roheline järv, Väikejärv, Äntu Väikejärv) 
- Äntu Valgejärv
- Äpsi järv (Japsi järv)
– Ärgessoo järv (Ärgesoo järv, Kõrtsisoo järv)
- Ässi tiigid (Ässi 1. tiik)
- Ässi tiigid (Ässi 2. tiik, Assi tiik)
- Ääreperete laht

### Ö
Ördi järv (Öördi järv)
- Ööbiku järv
- Ööbikujärv (Soona tiik)
- Öökulli järv (Öökulli paisjärv)

### Ü
Ülde tiik
- Üldnä järv (Üldna järv)
- Ülemine järv (Vana-Antsla Ülemine järv) (Vana-Antsla tiik)
- Ülemine paisjärv (Sillamäe Ülemine paisjärv) (Sillamäe keskmine paisjärv)
- Ülemiste järv 
- Ümarjärv (Metstoa Ümarjärv) (Ümerik järv, Ümmargune järv, Mädajärv, Umarikjärv)
- Ümmargune järv (Koigi Ümmargune järv)
- Ümmargune järv (Kõnnu Ümmargune järv) (2. Kõnnu järv)
- Üvajärv
- Üvvärjärv (Üvarjärv)
- Üüvjärv
- Wikimedia Commons har flere filer relateret til Søer i Estland